# Nebenfiguren im Superman-Universum
Dieser Artikel befasst sich mit den Nebenfiguren im Superman-Universum.
In einem Eingangsabschnitt wird ein Überblick über die allgemeine Entwicklung des Ensembles der Nebenfiguren im Superman-Universum geboten. Dieser Abschnitt befasst sich mit allgemeinen Trends und Tendenzen in der Anwendung des erzähltheoretischen Konzepts der Nebenfigur in den Superman-Abenteuern, er stellt dar, in welcher Form dieses Konzept zu verschiedenen Zeiten in den Superman-Comics Anwendung gefunden hat.
Im zweiten Abschnitt wird eine Auswahl von Nebenfiguren in kurzen Charakter-Skizzen vorgestellt. Die Beschreibungen sind dabei nach thematisch-alphabetischen Gesichtspunkten geordnet, d. h. die Figuren werden in bestimmte Kontext-Gruppen eingeteilt (z. B. Mitarbeiter des „Daily Planet“ oder Angehörige der Polizei von Metropolis) und innerhalb einer Gruppe werden die verschiedenen Figuren wiederum alphabetisch angeordnet.

## Geschichte

### 1930er- und 1940er-Jahre: Der Einzelkämpfer
In den frühesten Superman-Abenteuern der 1930er- und frühen 1940er-Jahre gab es mit der Journalistin Lois Lane lediglich eine Nebenfigur. Sie wurde Supermans Alter Ego, dem sanftmütigen Journalisten Clark Kent, als berufliche Dauerrivalin und dem Titelhelden selbst als Verehrerin zur Seite gestellt. Lane trat bereits in der ersten Superman-Geschichte in Action Comics #1 vom Juni 1938 auf und war fortan in nahezu allen Abenteuern um den Superhelden als Begleitfigur vertreten.
Bis 1940 gab es keine anderen Assistenzfiguren. 1940 bzw. 1941 kamen mit Perry White, dem Chefredakteur des Daily Planets, der Zeitung für die Kent und Lane arbeiten, und Jimmy Olsen, dem Fotografen des Planets, zwei weitere beständige Nebenfiguren hinzu. Daneben traten in Rückblick-Sequenzen der Superman-Geschichten gelegentlich Ma und Pa Kent auf, die Pflegeeltern des jungen Clark Kent. Da diese nach dem damals geltenden Handlungskanon des Superman-Mythos bereits vor dem Beginn von Clark Kents Karriere als Superman verstorben waren, konnten sie in den in der Gegenwart angesiedelten Abenteuern des Helden nicht auftreten. Dafür wurden die Kents ab den 1950ern als permanente Nebencharakter, in der in Supermans Jugend als Teeny-Held Superboy angesiedelten, in dem Städtchen Smallville im Mittleren Westen der Vereinigten Staaten spielenden Serie Superboy („The Adventures of Superman back when he was a Boy“) verwendet.

### 1950er- und 1960er-Jahre: Kleiner Kreis
In der Reihe Superboy wurden außerdem zwei weitere Nebencharaktere eingeführt. 1950 wurde die rothaarige Lana Lang als Jugendliebe und Widerpart des „Jungen aus Stahl“, die dem Protagonisten mit ihren Versuchen, ihn als ihren Mitschüler Clark Kent zu entlarven, auf charmante Weise das Leben schwer macht, eingeführt. 1961 ergänzte Pete Ross, ein Schulfreund von Clark Kent und der einzige, der außer den Kents um dessen Doppelleben als Superboy/Clark Kent wusste, das Quartett der ständigen Nebenfiguren der Superboy-Serie (Ehepaar Kent, Ross, Lang). Neben diesen vier trat noch der junge Lex Luthor, in der Zukunft Supermans Erzfeind, hier aber noch ein jugendliches Genie und der beste Freund des Jungen aus Stahl, als gelegentliche Nebenfigur auf. Darüber hinaus gab es keine Nebenfiguren, sondern nur Figuren, die einen Zweck in einer einzelnen Geschichte erfüllten und danach nie wieder auftraten.
Lana Lang blieb bis in die 1970er-Jahre neben White, Olsen und Lane die einzige wirkliche Nebenfigur. Während das Dreieck Olsen/Lane/White sich als so etwas wie eine fest Institution um den Titelhelden gruppierte – die Figuren waren alle drei in nahezu allen Superman-Abenteuer enthalten – trat Lang zwar auch häufig auf, aber doch deutlich seltener als jene drei. Ähnlich häufig wie Lang trat zudem Lucy Lane auf, die Schwester von Lois Lane und Freundin von Jimmy Olsen. Sie war eine Stewardess, die Olsen häufig in Schwierigkeiten brachte oder von ihm in solche gebracht wurde. Sehr sporadisch waren zudem Perry Whites Ehefrau Alice sowie Lois Lanes Eltern Sam und Ella als Nebenfiguren zu sehen, wobei diese meist eher als instrumentale Plot-Elemente dienten und nur in geringem Umfang eine Charakterisierung erfuhren. Noch seltener als diese, aber dennoch wiederkehrend, traten Lex Luthors Schwester Lena Luthor und die Meerjungfrau Lori Lemaris, eine alte Freundin von Clark Kent, auf.
Mit Abstrichen ließ sich noch der „böse Wissenschaftler“ Lex Luthor, ein Schurke und Supermans Erzfeind, als Nebenfigur einstufen, da er in den harmlos-verspielten, „unschuldigen“ Geschichten der 1950er-Jahre relativ naive „Schurkereien“ ausheckte, sodass er nicht zwingend als Antagonisten zu klassifizieren ist.
Die Popularität von Jimmy Olsen und Lois Lane ging indessen sogar so weit, dass beide Figuren eigene Reihen erhielten deren Identifikationsgrad mit der Superman-Figur bzw. den Superman-Reihen derart weitreichend war, dass Superman in den Titeln ihrer jeweiligen Serien mitfirmierte (Superman's Pal Jimmy Olsen bzw. Superman's Girl Friend Lois Lane). Die Abenteuer in den 1950er- und 1960er-Jahren („Silver Age“) drehten sich um Alltagssituationen und Probleme, die sich bei der gemeinsamen Arbeit der „Viererbande“ Lane/Olsen/White und Clark Kent ergaben. Hauptschauplatz der Superman-Abenteuer waren daher auch die Redaktionsräume des Daily Planets.
In der Reihe World’s Finest Comics erlebte Superman auf monatlich gemeinsame Abenteuer mit Batman und dessen Partner Robin, wobei die Helden aus Gotham City so etwas wie gleichberechtigte Partner des „Mannes von Morgen“ – wie Superman im Zeitalter des Sputnikschocks und der hochfliegenden Raumfahrtambitionen genannt wurde – und daher keine Nebenfiguren waren.
In Supermans Soloreihen wurde, beginnend 1959 mit Supergirl, Supermans Cousine vom Planeten Krypton, schließlich noch weitere „Super-“-Charaktere eingeführt, die ab und an auftraten, so vor allem der „Super-Streichelzoo“ mit „Krypto“ dem Superhund, „Streaky“, der Superkatze, „Comet“, dem Superpferd und „Beppo“, dem Super-Affen.
So ergab sich zum Ende der 1960er-Jahre folgendes Bild: Es gab drei permanente Nebenfiguren (Olsen, Lane, White), zwei sehr häufige Nebenfiguren (Lucy Lane und Lana Lang) und eine Handvoll selten auftretender Nebencharakter (Ehepaar Lane, Alice White, Lena Luthor, Lori Lemaris), sowie verschiedene Supertiere als gelegentliche Co-Stars des Titelhelden. In der Reihe Superboy gab es ein festes Ensemble von Nebenfiguren aus Lana Lang, Pete Ross, dem Ehepaar Kent und Lex Luthor.

### 1970er- bis Mitte 1980er-Jahre: Zaghafte Expansion
In den 1970er-Jahren änderte sich das grundlegende Setting der Superman-Geschichten nachhaltig, indem Clark Kent neben seiner Arbeit als Journalist für den Daily Planet auch eine Anstellung als Nachrichtenmoderator bei WGBS, einem Fernsehsender in Metropolis, annahm. Während Lane, White und Olsen als Nebenfiguren geringfügig in den Hintergrund traten – aber essentielle Bestandteile des Superman-Stoffes blieben – konnten erstmals seit 1951 ernsthaft neue Nebenfiguren etabliert werden. So kamen der Sportmoderator Steve Lombard, der Clark Kent das Leben bei WGBS schwer machte, und Morgan Edge, der Chef von WGBS, der seine Stellung nutzte, um seine eigenen Machenschaften als heimlicher Boss von Intergang zu vertuschen, hinzu.
Insbesondere Lombard und seine Kapriolen stellten ein Hauptelement der Superman-Geschichten der 1970er-Jahre dar, als der DC-Verlag sich bemühte „entpolitisierte“ Geschichten zu erzählen, um vor dem Hintergrund des Vietnamkrieges weder linke noch rechte Leser durch eine Stellungnahme zugunsten der einen oder der anderen Seite zu verprellen. Dementsprechend wurde auch die Idee von Superman als „Weltenretter im Auftrag der US-Regierung“ und Verteidiger des American Way of Life vorerst begraben, um der Verunglimpfung des Protagonisten als einem „Roboter im Dienste der Macht“, wie sie zum Teil von linken Gruppen geäußert wurde, den Boden zu entziehen.
Mit den Hairies, einer Gruppe von idealistischen High-Tech-Hippies, die in der Wild Area im Umland von Metropolis lebten und deutliche Elemente der Aussteigerkultur und des friedlichen Anarchismus der Autonomen aufwiesen, kamen sogar linke Identifikationsfiguren hinzu. Die Verbeugung vor dem gewandelten Zeitgeist wurde insbesondere in der Wahl der Gaststars der Superman-Geschichten deutlich. Während in den 1960ern noch US-Präsident John F. Kennedy dem Mann aus Stahl zur Seite gestellt worden war, um gemeinsam die Welt zu retten und das „Sport hält Amerika fit“-Programm des Weißen Hauses zu bewerben, bekam nun der Boxer und Vietnamkriegsverweigerer Muhammad Ali einen Auftritt in der Serie. Dies ging so weit, dass dem als „Drückeberger“ beschimpften linken Sportler attestiert wurde, dass er „härter als Superman“ sei. Es kam sogar zu einem Faustkampf, bei dem entschieden werden sollte, wer die Erde bei einem galaktischen Wettstreit vertreten sollte. Dabei gelang es Ali den Superhelden auszuknocken (siehe Superman vs. Muhammad Ali).
Einen deutlichen Schub an Nebenfiguren erhielten die Superman-Reihen durch die von Jack Kirby erdachte „Fourth World“-Mythologie, die unter anderem in der Superman-Reihe Superman’s Pal Jimmy Olsen erzählt wurde. Als neue, häufiger wiederkehrende, Figuren wurde der Superman-Stoff um die Mitarbeiter und die Schöpfungen des Projektes Cadmus bereichert. Dieses ist eine in Metropolis tätige Forschungseinrichtung der amerikanischen Regierung, die sich u. a. darauf spezialisiert hat, Klone aus menschlicher und außerirdischer DNA zu erschaffen. Zu den Mitarbeitern von Cadmus zählten eine moderne Version des Helden Guardian (dem Klon eines ermordeten Polizeibeamten namens Jim Harper), die zweite Generation der Newsboy Legion (einer Gruppe aus fünf Jungen, die ihre Abenteuern auf den Straßen von Metropolis erlebten), sowie ihre Väter (die ursprünglichen Newsboys) und der Telepath Dubbilex.

### Mitte der 1980er- bis späte 1990er-Jahre: Expansion
Nach dem Neustart der Superman-Reihe 1986 (siehe dazu Crisis on Infinite Earths) wurde kontinuierlich die Zahl der Nebenfiguren des Helden ausgebaut. Neben den Altbekannten (Olsen, White und Lane) wurde entschieden, das Ehepaar Kent nicht kurz vor dem Beginn der Karriere Clark Kents als Superman sterben zu lassen, sondern sie auch dem erwachsenen Helden als ratspendende Eltern zur Seite zu stellen – die allerdings nicht in Supermans Heimat Metropolis leben, sondern im ländlichen Smallville, wo sie dank Supergeschwindigkeit des (Adoptiv-)Sohns jederzeit schnell aufsuchbar sind. Bereits in der Miniserie Man of Steel die den Ausgangspunkt des inhaltlichen Neustarts bildete, traten Lucy Lane und der Bürgermeister von Metropolis, Frank Berkowitz, auf, die fortan als gelegentliche Nebenfiguren fungierten.
Hinzu kamen in rascher Folge zahlreiche neue Figuren. Die Reihe Adventures of Superman präsentierte direkt in den ersten Monaten nach dem Neustart der Serie Figuren wie den Polizisten Harry Henderson, die Klatschreporterin Catherine Grant und ihren Sohn Adam, Perry Whites Sohn Jerry, den Wissenschaftler Professor Hamilton, den Sportlehrer José Delgado und den ehemaligen Boxer und trinkfesten Kneipengänger Bibbo Bibbowski. In den Reihen Superman und Action Comics debütierten die Wissenschaftlerin der S.T.A.R.-Labs Kitty Faulkner, der Gefängnisdirektor Stryker, sowie Maggie Sawyer und Dan Turpin von der Sondereinheit der Polizei von Metropolis.
Diese Erweiterungen des Ensembles der Nebenfiguren erwies sich als derart bei den Lesern erfolgreich, dass schließlich in immer kürzeren Abständen neue Figuren in die Superman-Reihen eingeführt wurden. Schließlich wurde dazu übergegangen, auch immer wieder Figuren sterben zu lassen (Jerry White, Paul Westfield, Sydney Happersen u. a.). An die Stelle eines einzigen Erzählstranges, der sich ausschließlich mit Supermans Abenteuern befasste, trat eine immer vielsträngigere und verschachteltere Erzählstruktur mit immer weiteren, immer eigenständigeren Nebengeschichten, in deren Mittelpunkte verschiedene Nebenfiguren standen. Diese interagierten zwar allesamt mit Superman und ihre Erlebnisse in den Nebengeschichten flossen in seine Abenteuer ein, über weite Strecken waren diese Geschichten jedoch eigenständig, dass sie auch für sich betrachtet werden konnten.

### Seit den späten 1990ern: Reduzierung
1997/1998 gipfelte das System der ständigen Expansion der Nebenfiguren schließlich darin, dass in einem Heft fünf bis zehn Nebenschauplätze eingeflochten wurden, die neben der Haupthandlung abliefen. In der Folge traten in einem Heft mitunter mehr als 20 Nebenfiguren auf, sodass es für Neuleser zunehmend schwierig wurde, den Überblick über Figuren und Ereignisse zu bewahren. Die sinkende Auflage der Superman-Reihen auf wenige zehntausend Ausgaben pro Heft wurde auch darauf zurückgeführt. 1999 wurde beschlossen, die Zahl der permanenten Nebenfiguren auf das Kern-Trio Olsen-Lane-White und den Gegenspieler Lex Luthor zu reduzieren sowie je nach Serie drei bis vier weitere Figuren ständig zu thematisieren. Die übrigen Nebencharaktere verschwanden zwar nicht gänzlich, sie wurden aber nur noch sporadisch eingesetzt.

## Überblick

### Mitarbeiter des „Daily Planet“
Zahlreiche von Clark Kents und Lois Lanes Kollegen bei der Tageszeitung Daily Planet treten in den Geschichten auf und werden nachfolgend behandelt.

#### Allie
Alice „Allie“ („Allie the Copy Girl“) ist eine Mitarbeiterin beim Daily Planet, der Zeitung, für die Superman in seiner Geheimidentität als der Journalist Clark Kent arbeitet. Die Figur debütierte in US-Superman #5 vom Mai 1987 und ist einer der langlebigsten Nebencharaktere der Superman-Serien. Zugleich ist Allie ein nahezu „unbeschriebenes Blatt“. Da sie beinahe ausschließlich Cameo-Auftritte in jenen Szenen der Superman-Abenteuer hat, die in den Redaktionsräumen des Planet spielen, bei dem sie als Kopistin und Sekretärin arbeitet, ist so gut wie nichts über ihre Person und ihr Leben bekannt. Sie bekam in der Vergangenheit stets nur kurze Dialog-Anteile und war kaum in die eigentliche Handlung der Geschichten involviert. Das Einzige, was sich über sie sagen lässt, ist, dass Allie – eine bebrillte, leicht pummelige Frau mit zurückhaltender Art – sowohl in ihrem Aussehen als auch in ihrem Verhalten stets ein wenig „mauerblümchenhaft“ und schüchtern wirkt.

#### Dirk Armstrong
Dirk Armstrong ist ein konservativer politischer Kolumnist, der früher für den Daily Planet schrieb. Armstrong debütierte in Superman: Man of Tomorrow #6 von 1997 (Autor: Roger Stern) und war in den späten 1990er-Jahren eine regelmäßig auftretende Nebenfigur in den monatlichen Superman-Serien.
Aufgrund seiner dezidiert rechten Einstellungen geriet Armstrong ständig in Konflikt mit seinen links-liberalen Kollegen Clark Kent, Perry White und Lois Lane. Seine politischen Ansichten (er ist für liberale Waffengesetze, gegen sozialstaatliche Eingriffe, für strenge Gefängnisstrafen u. ä.) und seine Funktion als „konservatives Sprachrohr“ von Metropolis brachten ihn in der Vergangenheit häufig in Konflikt mit Andersdenkenden, so wurde etwa seine blinde Tochter Ashbury von einem Mann, den er in einem seiner Artikel heftig angriffen hatte, entführt. Trotz oder gerade wegen ihrer scharfen Polemiken und polarisierenden Meinungen erfreuten sich Armstrongs Leitartikel und Kolumnen im Daily Planet, die die Auflage der Zeitung deutlich zu heben vermochten, großer Beliebtheit bei den Lesern. Ungeachtet ihrer politischen Differenzen ist Armstrong dem Ehepaar Kent/Lane in zaghafter Freundschaft verbunden.
Der Beziehung seiner Tochter, die ständige gegen seinen herrschsüchtigen über-behütenden Erziehungsstil rebelliert und zu größeren oder kleineren Abenteuern ausreißt, mit dem Außerirdischen Scorn stand er feindselig-ablehnend gegenüber. Nach der Schließung des Daily Planet durch Lex Luthor arbeitete Armstrong kurzzeitig für die Internet-Nachrichtenagentur LexCom, von der er kurz zuvor als Journalist des Jahres ausgezeichnet worden war. Als die Superman-Serien 1999 neuen Kreativ-Teams übergeben wurden, verschwand Armstrong kommentarlos aus dem Repertoire der Nebenfiguren.

#### Franklin Stern
Franklin Stern war früher der Herausgeber des Daily Planets. In dieser Eigenschaft trat er gelegentlich am Rande der Superman-Abenteuer in jenen Szenen der Geschichten auf, die in den Redaktionsräumen des Planet spielten; insbesondere als Clark Kent zeitweise zum Chefredakteur der Zeitung gemacht wurde, um den erkrankten Perry White zu vertreten, war das angespannte Verhältnis zu Stern, das sich aus Kents, scheinbar grundlosen ständigen Abwesenheiten von der Zeitung aufgrund seiner Einsätze als Superman, ergab ein dauernder Nebenplot der Geschichten. Stern schied schließlich als Nebenfigur aus der Superman-Serie aus, nachdem Lex Luthor die zeitweise insolvente Zeitung aufgekauft hatte. Er kehrte auch nicht zurück, als die Zeitung später in den Besitz von Bruce Wayne überging und die restlichen Mitarbeiter des Planets in die Serie zurückkehrten.

#### Perry White
Perry White ist der Chefredakteur des Daily Planets. Als väterlicher Freund ist er für Lois Lane und Clark Kent eine wertvolle Unterstützung.

#### Ron Troupe
Ronald „Ron“ Troupe ist der Ehemann von Lucy Lane, der Schwägerin von Clark Kent (Superman), und damit dessen Schwippschwager. Er ist ein Reporter und Sozialarbeiter in Supermans Heimatstadt Metropolis und debütierte in Adventures of Superman #480 vom Juli 1991.
Troupe begann seine Journalistenkarriere beim Newstime Magazine, einem erfolgreichen Wochenblatt, das von dem Geschäftsmann Collin Thornton verlegt wird, nachdem seine Bewerbung beim Daily Planet von Herausgeber Sam Foswell abgelehnt worden war. Nach seiner Entlassung bei Newstime infolge eines Konflikts mit Thornton gelang es ihm im zweiten Anlauf, beim Planet eine Anstellung zu finden. Dort freundete er sich insbesondere mit Clark Kent, Lois Lane und Jimmy Olsen an. Von diesem Zeitpunkt an war Troupe eine regelmäßig auftretende Nebenfigur in den verschiedenen Superman-Comicserien.
Während der Reign of the Supermen-Storyline von 1993 erlebte Troupe einen Karriereschub und stieg zu einem der Top-Journalisten des Daily Planets auf. Anders als etwa Jimmy Olsen oder Lois Lane ist der intellektuelle und gefasste Troupe ein weniger impulsiv und mehr mit Bedacht und Umsicht agierender Reporter, der versucht, seine Schlagzeilen ohne gar zu waghalsige Stunts zu bekommen. Eine besondere Feindschaft verbindet Troupe – einen Afroamerikaner – mit dem rassistischen Terroristen Bloodsport II (Joseph DuBois), dem Troupe einmal das Handwerk gelegt hat und der ihm dafür seither nach dem Leben trachtet. Zu Lois Lanes Schwester Lucy Lane begann Troupe unmittelbar nach der „Death of Clark Kent“-Storyline eine gemächliche Beziehung, die schließlich in einer Hochzeit mündete (Adventures of Superman #584). Aus der Ehe ist ein Sohn hervorgegangen, Sam Troupe, der nach Ron Troupes Schwiegervater Samuel Lane benannt ist. Troupe ist als Figur inzwischen in den Hintergrund getreten, tritt aber dennoch hin und wieder in Erscheinung. Ron Troupe hatte verschiedene kleine Auftritte in der Zeichentrickserie Superman: The Animated Series (US-Synchronstimme: Dorian Harewood).

#### Sam Foswell
Sam Foswell war zeitweise der Chefredakteur des Daily Planets. Foswell debütierte in Superman #50 von 1991 (Autor: Roger Stern). Er übernahm diese Aufgabe als Perry White nach dem Tod seines Sohnes den Job des leitenden Redakteurs zeitweise aufgab, um sich auf einer Weltreise gemeinsam mit seiner Frau Alice zu erholen. Foswell entließ unter anderem Jimmy Olsen aus dem Stab der Planet-Mitarbeiter (dieser wurde später von White wieder angeheuert) und strukturierte die Zeitung organisatorisch um. Foswell wurde nach Whites Rückkehr seinerseits entlassen. Er geriet zeitweise in den Bann der Dämonin Blaze, die ihn zu einem lebendigen Tor zur Hölle machte: Durch das Eingreifen von Superman und die Intrigen von Blazes Bruder, dem Dämonen Satanus, konnte Foswell von diesem Schicksal erlöst werden (Superman #71, 1992). Satanus bezeichnete Foswell zum Ende dieser Geschichte als „einen neuen treuen Diener“ den er gewonnen habe, und es wurde angedeutet, dass Foswell erneut auftreten werde. Interessanterweise ist dieser Handlungsfaden niemals wieder aufgegriffen worden, sondern fiel – wohl aufgrund des Einschubs der relativ langen Geschichte um Supermans Tod und seine Wiederauferstehung – unaufgelöst unter den Tisch.

#### Simone D’Neige
Simone D’Neige war eine Journalistin und Redakteurin beim Daily Planet, der Zeitung, für die Superman in seiner Geheimidentität als Clarke Kent arbeitet, die als Nebenfigur in Superman-Geschichten der späten 1990er-Jahre auftrat. Sie debütierte in Adventures of Superman #0 von 1994 (Autor: Karl Kesel, Zeichner: Tom Grummet). Als regelmäßig auftretender Charakter erschien sie ab Adventures of Superman #544 von 1996. Zu sehen war D’Neige dabei vor allem in jenen Szenen der Superman-Abenteuer, die in den Arbeitsräumen des Daily Planets, einem der Hauptschauplätze der Serie, spielen.
Simone, eine französische Journalistin, begann ihre Karriere bei dem Wochenmagazin Le Journal du Monde in Paris, wo sie den jungen Clark Kent kennenlernte, der nach dem Collegeabschluss bei dieser Zeitschrift ein Volontariat absolvierte, um sich auf seine journalistische Laufbahn vorzubereiten. Sie nahm den jungen Amerikaner unter ihre Fittiche und vermittelte ihm verschiedene Tricks und Kniffe ihrer Branche. Nebenbei kamen beide sich auch erotisch näher. Als Kent jedoch die Gelegenheit zu einer Schlagzeile vorbeiziehen ließ, um Menschen aus einem beschädigten Fahrzeug zu befreien, trennten sie sich – beruflich wie privat.
Jahre später kam D’Neige nach Metropolis, um im Auftrag von Franklin Stern, dem Herausgeber des Daily Planets, der Zeitung für die Kent inzwischen arbeitete, als Marketing-Redakteurin die Auflagenhöhe des Planets zu steigern. Um dieses Ziel zu erreichen, bediente sie sich allerlei fragwürdiger Methoden, insbesondere versuchte sie das seriöse Traditionsblatt durch reißerischere Überschriften und Inhalte „massenkompatibler“ zu machen – was ihr Widerstand seitens Kents, Lois Lanes’ und des Chefredakteurs Perry White einbrachte. Daneben versuchte sie, Clark Kent auch amourös wieder näher zu kommen, was ihr die Abneigung von Lois Lane einbrachte und von den Autoren als Grundlage für allerlei kleinere Nebenplots genutzt wurde, die sich um Bürointrigen, Beziehungsprobleme, situative Verzwicktheiten und andere „Komplikationen“ drehten, die sich am Rande der Hauptabenteuer abspielten.
Nach dem vorübergehende Verkauf des Planets an Lex Luthor arbeitete D’Neige zusammen mit Lois Lane, Jimmy Olsen und Dirk Armstrong für das Unternehmen LexCom, einer Internetnachrichtenagentur, in die der Planet umgewandelt wurde. Nachdem der Planet wieder von Luthor unabhängig wurde (1999), verschwand D’Neige als Figur aus den Superman-Serien. Die Figur wurde bisher nicht wieder aufgegriffen.

### Angehörige der Familie Kent/Lane

#### Ella Lane
Ella Lane ist die Mutter von Lois Lane, der Ehefrau und beruflichen Dauerrivalin von Clark Kent (Superman). Sie ist verheiratet mit Samuel „Sam“ Lane und hat neben Lois noch eine weitere Tochter, Lucy Lane, und einen Enkelsohn, Samuel Troupe, der aus der Ehe von Lucy mit dem Journalisten Ronald „Ron“ Troupe hervorgegangen ist. Ella Lane debütierte in Superman's Girl Friend Lois Lane #13 vom November 1959. Obwohl sie eine der ältesten Nebenfiguren der Superman-Reihen ist, tritt Ella eher selten in Erscheinung, zumeist in Geschichten, die sich um Familienangelegenheiten der Lanes/Kents drehen. Sie ist eine ausgesprochen elegante und damenhafte Frau, die den abenteuerlichen Beruf ihrer Tochter als Journalistin mit einer Mischung aus zaghafter Missbilligung und widerwilligem Respekt gegenübersteht. Obwohl Ella sich neben ihrem temperamentvollen Ehemann eher als zurückhaltend und nonchalant ausnimmt, besitzt sie einen starken Willen, was mitunter Grundlage für Geschichten ist, die sich um kleinere oder größere Familienzwistigkeiten rangeln.

#### Lucy Lane
Lucy Lane ist die jüngere Schwester von Supermans Ehefrau Lois Lane. Sie ist verheiratet mit Ronald Troupe, einem Reporterkollegen ihrer Schwester und ihres Schwagers bei der fiktiven Zeitung The Daily Planet, und hat einen Sohn, Sam Troupe. Lucy Lane debütierte in Superman's Pal Jimmy Olsen #36 vom April 1959. In den 1960er-Jahren trat sie vor allem in der Jimmy Olsen-Serie gelegentlich aber auch in den anderen Superman-Reihen als ständige Flamme von Jimmy Olsen, einem jungen Fotografen, der beim Daily Planet angestellt ist, auf.
Anders als ihre Schwester – eine brünette Karrierefrau – erfüllte Lucy in den 1950ern eher das traditionelle Rollenmodell: sie arbeitete als Stewardess und war auf verschiedene Rollenklischees, die Frauen zu jener Zeit zugedacht waren, festgelegt: sie war in übermäßiger Weise um ihr Make-up und ihre Garderobe besorgt und geriet häufiger in „Frau in Not“-Situationen, aus denen sie gerettet werden musste, und war auch sonst wenig emanzipiert. In der modernen Version des Superman-Stoffes tritt Lucy Lane immer noch recht häufig, jedoch nicht mit der Regelmäßigkeit früherer Zeiten auf: nach dem Neustart der Serien 1986 arbeitete Lucy zunächst – wie in der alten Version – als Stewardess, bis sie auf ungeklärte Weise erblindete. Ihr Sehvermögen erlangte sie durch den Kontakt mit dem Wesen namens Bizarro – einem fehlgegangen Versuch von Lex Luthor, Superman zu klonen – wieder, das kristalline Partikel absonderte, die Lucys beschädigte Sehnerven wiederherstellten (The Man of Steel #5, 1986). Im Laufe der Zeit ist Lucy verschiedentlich von Superman-Gegenspielern attackiert worden, so von dem Außerirdischen Sleeze (Adventures of Superman #475), der sie entführte, dem Söldner Slade Wilson, der ihr eine schwere Schussverletzung beibrachte (Superman #68) und dem Vampir Ruthven, der zeitweise die mentale Kontrolle über Lucy übernahm. Nachdem sie jahrelang mit Ronald Troupe liiert war, heiratete sie Ron Troupe, einen anderen Mitarbeiter des Daily Planets. Troupes afroamerikanische Herkunft sorgte zeitweise für Komplikationen mit ihren Eltern, diese konnten aber schließlich beigelegt werden.
In anderen Medien hatte Lucy Lane unter anderem Auftritte in dem Supergirl-Film von 1984 (gespielt von Maureen Teefy), in dem sie als Teenager porträtiert wurde, sowie in drei Episoden der Serie The Adventures of Lois and Clark (gespielt von Elizabeth Barondes und Roxana Zal) sowie in einer Folge der Zeichentrickserie Superman: The Animated Series (US-Synchronstimme: Aria Curzon), in der sie in einer Rückblende gezeigt wurde. In der Serie Smallville trat sie in der Episode Lucy auf, in der sie von Peyton List als ein „ränkeschmiedendes Biest“ dargestellt wird, das nach Smallville kommt, um durch zwielichtige Machenschaften an Geld heranzukommen.

#### Ma und Pa Kent
Siehe unter Jonathan und Martha Kent.

#### Ron Troupe
Siehe unter Mitarbeiter des „Daily Planet“

#### Sam Lane
Samuel „Sam“ Lane ist der Vater von Lois Lane und damit Schwiegervater von Clark Kent (Superman). Er debütierte, wie auch seine Ehefrau Ella, in Superman's Girlfriend Lois Lane #13 vom November 1959. In dieser ersten Geschichte war Lane noch ein Pferdezüchter in der ländlichen Kleinstadt Pittsdale. In dieser Rolle trat er bis 1986 verschiedentlich am Rande von Superman-Geschichten auf.
1986 wurde Sam Lane nach dem Neustart der Superman-Serie als General neu definiert. Die Beziehung zu seiner Tochter wurde grundlegend als schwierig definiert: wie mehrfach betont wurde, hatte Sam Lane gewollt, dass sein ältestes Kind ein Junge wird, damit dieser einmal in seine Fußstapfen treten könnte. Da er sich nicht damit abfinden konnte, eine Tochter als Erstgeborenen zu haben, behandelte er Lois wie einen Ersatzsohn (Adventures of Superman #424 vom Januar 1987). Nach der Verlobung von Clark Kent und Lois Lane 1991 trat die Figur Sam Lane weiter in den Vordergrund: zumeist als dünkelhafter Mann, den es abstieß mit dem intellektuell-sensiblen Clark Kent einen Schwiegersohn zu bekommen, der seinen Ansprüchen an einen „echten Kerl“ nicht genügte. Zum Zeitpunkt der Hochzeit von Lois Lane mit Kent hatte er sich schließlich mit seinem Schwiegersohn abgefunden – hielt ihn aber nach wie vor für einen „Schlaffi“. Ungleich besser war sein Verhältnis zu Ron Troupe, dem Ehemann seiner zweiten Tochter Lucy Lane. Nachdem Lex Luthor zum US-Präsidenten wurde, nahm er Lane als Verteidigungsminister in sein Kabinett auf. In dieser Rolle wurde er schließlich während des Imperiex-Krieges von einer außerirdischen Drone getötet.
In der Serie The Adventures of Lois and Clark wurde Sam Lane als Experte für Kybernetik verwendet (gespielt von Denis Arndt und später Harve Presnell). In Superman: The Animated Series tritt er wiederum in seiner altbekannten Rolle als General Lane auf (US-Synchronstimme: Dean Jones), der in das amerikanische Weltraumprogramm verwickelt ist. In Smallville wurde er – abermals als General – von Michael Ironside porträtiert.

### Angehörige der Polizei von Metropolis

#### Dan Turpin
Dan Turpin ist ein Inspektor der Polizei von Metropolis. Er debütierte in New Gods #5 von 1971 (Autor und Zeichner: Jack Kirby). Turpin, ein etwas beleibter älterer Mann mit einem kugelrunden Kopf und einer starken Physis, gilt als der „härteste Cop von Metropolis“. Sein Markenzeichen ist ein brauner Derby-Hut, den er zu jeder Zeit trägt. Turpin ist vor allem dafür bekannt, dass er keiner Herausforderung aus dem Weg geht, so zählten zu seinen Sparringpartnern unter anderem schon die Aliens Orion und Kalibak und der High-Tech-Dieb Barrage. Wegen seiner Streitbarkeit wird der Draufgänger auch „Terrible“, „der Schreckliche“ genannt. Superman schätzt ihn als einen Verbündeten.
In Metropolis S.C.U. #1 von 1994 wurde Turpin außerdem mit dem 1940 (ebenfalls von Kirby geschaffenen) geschaffenen Kinder-Charakter „Brooklyn“, einem toughen Straßenjungen der in der Serie Boy Commandos auftrat gleichgesetzt. Brooklyn war ein jugendlicher Herumtreiber, der mit anderen Straßenjungen Jagd auf Nazi-Spione machte und vor allem wegen seines Derby-Hutes auffiel, den er immerzu trug. Da Turpin einen solchen ebenfalls ständig auf dem Kopf hat, lag es für spätere Autoren anscheinend nahe, beide Figuren miteinander zu identifizieren. Eventuell hatte schon Kirby selbst diese Idee bei der Schaffung von Turpin gehabt, eindeutige Beweise hierfür gibt es jedoch nicht. Seit dem Neustart der Superman-Serie in den 1980er-Jahren tritt Turpin relativ regelmäßig als Nebenfigur in den Superman-Comics auf. In den modernen Abenteuern des Superhelden ist Turpin ein Mitglied der Metropolis Special Crimes Unit, der Spezialeinheit der Polizei. In dieser Eigenschaft war er über lange Jahre der Assistent und Partner von Maggie Sawyer, der früheren Leiterin der Truppe, der er grenzenlose Loyalität entgegenbrachte. Sein romantisches Interesse an ihr gab er schließlich auf, als er erfuhr, dass diese eine Lesbierin ist. Nach Sawyers Weggang aus Metropolis ist Turpin zum Leiter der SCU aufgerückt.
Auch in der Zeichentrickserie Superman: The Animated Series trat Turpin regelmäßig als Nebencharakter auf – dem Autor Jack Kirby nachmodelliert und von Joseph Bologna synchronisiert. Dort starb er schließlich in der Episode „Apocalipse … Now!“ in der er von dem Außerirdischen Darkseid wegen seines Widerstands gegen die Invasion von Metropolis getötet wurde. Für die Begräbnissequenz am Ende der Folge wurde ein echter Rabbi engagierte, der dem Zeichentrick-Rabbi, der das Begräbnis ausrichtet und aus dem Kaddish liest, seine Stimme lieh.

#### Inspektor Henderson
Inspektor Willam Henderson ist ein Mitglied der Polizei von Metropolis. Er debütierte in der Superman-Radioserie der 1940er-Jahre als Supermans Kontaktmann bei der Polizei und wurde schließlich im Dezember 1974 in Action Comics #442 in die Superman-Comics übernommen. Insbesondere in den 1970ern und frühen 1980ern half Henderson – ein grundsolider, ehrlicher, integerer, höflicher und intelligenter Polizist – Superman mit seinem kriminalistischen Sachverstand bei der Lösung vieler verzwickter Fälle. In derselben Rolle trat er – hier noch im Rang eines Detectives – in der Serie Superboy auf, die in Supermans Jugend angesiedelt ist.
Nach dem Neustart der Superman-Serien 1986 wurde aus dem Inspektor Henderson der Polizeichef oder Commissioner Henderson. In dieser Rolle tritt er zwar noch immer häufig in Superman-Abenteuern auf, spielt aber als eher Schreibtischbasierter Leiter der Polizeikräfte eine weniger sichtbare, vordergründige Rolle bei der Lösung von Fällen und damit dem Erleben von Abenteuern. In seine Rolle als aktiver Helfer von Superman aus den Reihen der Polizei sind zumeist Charaktere wie Maggie Sawyer und Dan Turpin getreten. Die Figur hatte Auftritte in Superman-Adaptionen für andere Medien: In den Superman-Abenteuern, die in den 1950ern im Fernsehen ausgestrahlt wurden, wurde er von dem Schauspieler Robert Shayne gespielt, in der Serie Lois and Clark: The New Adventures of Superman hatte er häufige Auftritte (im Pilot gespielt von Mel Winkler, ansonsten von Richard Belzer und einmal von dem Schwarzen Brent Jennings), in der Zeichentrickserie Superman: The Animated Series trat Henderson, als Commissioner, ebenfalls auf (synchronisiert von Mel Winkler).

### Bewohner von Metropolis

#### Adam Grant
Adam Grant war der Sohn von Catherine Grant aus ihrer Ehe mit Mr. Morgan. Er debütierte in Adventures of Superman #429 vom Juni 1987 (Autor: Marv Wolfman). Adam trat in den frühen 1990ern häufig als Nebenfigur in Superman-Abenteuern auf. Zumeist drehten sich diese Geschichten um seine angespannte Beziehung zum Lebensgefährten seiner Mutter José Delgado oder um kleine Streiche und Abenteuer, die er erlebte. In Superman #84 von 1993 wurde Adam schließlich vom geisteskranken Winslow Schott (Toyman) entführt und mit mehreren anderen Kindern in dessen Versteck verschleppt. Die Kinder sollten dem derangierten Schott als „Spielgefährten“ dienen: als sie versuchten, zu entkommen, ermordete Schott die Kinder in einem Hysterieanfall (Superman #84) und Adam, indem er diesen erstach.

#### Alice White
Alice White, geborene Alice Spencer, ist die Ehefrau von Perry White, dem Chefredakteur des Daily Planets. Sie debütierte in Superman's Pal Jimmy Olsen #42 vom Januar 1960. Der scheinbar aus Alices Ehe mit Perry White entstammende Sohn Jerry war, wie sich später herausstellte, das Produkt einer Affäre von Alice mit Perrys früherem Freund Lex Luthor und gezeugt worden, während Perry aus beruflichen Gründen in Europa weilte. Als Luthor dies später Alices Ehemann enthüllte, wäre die Ehe der beiden beinahe zerbrochen, konnte letztlich aber gerettet werden. Es folgten verschiedene weitere Krisen die beide gemeinsam meisterten, so Jerrys gewaltsamer Tod, Perrys Erkrankung an Lungenkrebs – der schließlich geheilt werden konnte – und die Adoption eines verwaisten Jungen namens Keith.

#### Ashbury Armstrong
Ashbury Armstrong ist die blinde Tochter von Dirk Armstrong, einem Kolumnisten beim Daily Planet. Sie debütierte in Adventures of Superman 546 vom Mai 1997 (Autor: Karl Kesel; Zeichner: Stuart Immonen).
In den 1990er-Jahren erzählten die Schreiber der diversen Superman-Serien in verschiedenen Sub-Plots zu den eigentlichen Superman-Abenteuern kleine Nebengeschichten, die sich um Ashbury drehten. Dabei ging es vor allen Dingen um die permanenten Konflikte, die sich aus der Unternehmungsfreude der abenteuerlustigen Ashbury und ihrem strengen Vater, der dem Mädchen jedes Lebensrisiko zu verbieten versuchte, ergaben, um das Aufeinanderprallen von Ashburys liberalen Ansichten mit den republikanisch-konservativen Positionen ihres Vaters und insbesondere um ihre Beziehung zu den in Metropolis gestrandeten Außerirdischen Scorn. Mit diesem zog Ashbury in wilder Vagabunderei durch die Slums von Metropolis, durch die Wild Lands im Umkreis der Stadt und erlebte dort allerlei Abenteuer. Einmal reisten beide sogar in die miniaturisierte Stadt Kandor (eine Stadt, die auf die Größe einer Schneeglasstadt geschrumpft wurde und in einer Flasche untergebracht ist). Gemeinsam mit Jimmy Olsen und der Magierin Misa bildeten Ashbury und Scorn kurzzeitig eine Art Team, das eine Mischung aus Hippiejugend und futuristischer Avantgarde war. Von Misa erhielt Ashbury eine magische Brille, die es ihr ermöglicht, eine Stunde am Tag zu sehen, die sie aber keineswegs länger als diese eine Stunde tragen darf, da sie sonst stirbt. Auf Bitten ihres Vaters gab Scorn die Beziehung zu Ashbury schließlich auf. Beide sind bereits seit sehr langer Zeit nicht mehr in der Superman-Serie aufgetreten.

#### Bibbo Bibbowski
Bibbo Bibbowski ist ein ehemaliger Boxer und Hafenarbeiter, der eine Kneipe, das Ace O’ Clubs im Suicide Slum, dem übelsten Viertel von Metropolis, betreibt. Bibbowski, ein großer, bäriger Mann mit starken Armen und einem Bierbauch, debütierte in Adventures of Superman #428 (Autor. Marv Wolfman, Zeichner: Jerry Ordway). Bibbo ist bekannt als Supermans größter Fan. Um sich als Supermans größter Bewunderer auszuweisen, trägt er immerzu ein T-Shirt mit dem berühmten Superman-Emblem (stilisiertes S) und dazu meist eine Hafenarbeitermütze.
Ursprünglich ein „Comic Relief“-Charakter, dessen gute Absichten zumeist durch Tollpatschigkeit und geringe Intelligenz untergraben werden, gewann Bibbowski mit der Zeit immer mehr an persönlicher Kontur und Charaktertiefe. Er ist ein in seinem äußeren Erscheinungsbild sowie in seiner Mentalität als eine Parodie der Cartoon-Figur Popeye, „der Seemann mit dem harten Schlag“, angelegt. Er ist ein etwas unwirscher, stets ein bisschen mürrisch aufgelegter, dabei aber auch immer herzhafter und lebensfroher, leicht reizbarer aber auch schnell wieder versöhnbarer, optimistischer, freundschaftlich grober, grölender, rauflustiger und trinkfreudiger, knorriger und knochenharter extrovertierter Typ. Seine Kleidung wirkt immer ein wenig abgerissen und schmuddelig (mitunter lugt sein mächtiger Bauch unter dem T-Shirt hervor).
Bei seiner ersten Begegnung mit Superman verletzte er sich die Hand bei dem Versuch zu beweisen, dass dieser nicht so hart sei, wie es immer heiße. Bibbowski entwickelte daraufhin eine unmäßige, anhimmelnde Bewunderung für Superman, die er damit begründet, dass dieser „tough“ sei. So trägt er seither stets ein Superman-T-Shirt und bezeichnet den Superhelden als seinen „fav’rit“ (sinngemäß: slangaussprachlich Champion). Fortan trat Bibbowski immer wieder in kleinen Nebenplots auf. Dabei figurierte er als ein Exempel dafür, wie Superman die „einfachen Leute“ dazu beeinflusst, Gutes zu tun und ihren Mitmenschen im Rahmen ihrer Möglichkeiten zu helfen. So kaufte er nach dem Gewinn der Lotterie seine Stammkneipe, eben das Ace O’Clubs. Neben seiner Arbeit als Kneipenbesitzer stellt er seine Räumlichkeiten insbesondere Obdachlosen und Armen als Warmhaltestube zur Verfügung und verköstigt diese auch gelegentlich. Weitere Geschichtchen berichteten, wie Bibbowski versucht, den Armen des Slums zu helfen, wie er seine frühere Karriere als Boxer wieder aufnahm und sogar zum Schwergewichtsweltmeister avancierte, wie er einen kleinen Hund (Krypto) unter seine Fittiche nahm und aufzog, wie er gelegentlich Superman auf seine eigene, hemdsärmlige Weise zur Hand ging, wenn es galt, Bedrohungen von Metropolis abzuwenden, und insbesondere, von immer neuen Raufereien in seiner Kneipe.
Sein Versuch, nach Supermans vermeintlichem Ableben als „Superdood“ das Erbe seines Idols fortzuführen und selbst ein Superheld zu werden, scheiterte schon im Ansatz. In der Serie The Power of Sahazm! trat sein Bruder, ein pazifistisch gesinnter Wissenschaftler, namens Professor Bibbowski auf.
In der Serie Lois and Clark: The New Adventures of Superman hatte Bibbo, gespielt von Troy Evans, einen kurzen Auftritt. In der Zeichentrickreihe Superman: The Animated Series trat er ebenfalls in einer Folge – als Informant von Lois Lane – auf (US-Synchronstimme: Brad Garrett). Im Film Superman Returns wurde Bibbo von Jack Larson gespielt, der in den 1950er-Jahren Jimmy Olsen in einer Superman-Verfilmung gespielt hatte.

#### Burton Thompson
Burton Thompson ist ein ehemaliger Leiter der S.T.A.R.-Labs, der wichtigsten Forschungseinrichtung in Supermans Heimatstadt Metropolis. Thompson debütierte in Action Comics #724 vom August 1996. Von 1996 bis 1999 war Thompson eine wiederkehrende Nebenfigur in den Superman-Comics, danach verschwand er kommentarlos aus der Serie. Thompsons Spitzname ist „Hunter“ (Jäger), diesen verdankt er seiner früheren Tätigkeit als Großwildjäger. Mittlerweile hat Thompson die Beute „Tier“ zugunsten der Beute „Monster“ aufgegeben und stellt vor allem Metawesen nach, die er nach der Gefangennahme in den S.T.A.R.-Labs interniert und erforscht. Bei seinen Jagdeinsätzen trug er meist afrikanische Jagdutensilien wie einen Totenkopfhelm aus Tierknochen, einen „Buschmann“-Schild, einen Wurfspeer und einen Lendenschurz. Von seinem ersten Auftritt in Adventures of Superman beginnend wurde stets angedeutet, dass Thompson eine äußerst zwielichtige Gestalt sei – dabei blieb jedoch stets unklar, worin genau seine unheilschwangere Agenda bestand. Wiederholt trat Thompson in Erscheinung, wenn irgendwelche Monster wie z. B. das Ripper-Monster oder ein Riesengorilla in Metropolis Amok liefen. Er half dann stets dabei mit, diese zur Strecke zu bringen, wobei am Ende der Geschichten immer angedeutet wurde, dass er in irgendeiner Weise für das ursprüngliche Auftreten dieser Wesen mitverantwortlich war.

#### Catherine Grant
Catherine „Cat“ Grant ist eine Fernseh-Journalistin, die bei dem in Metropolis ansässigen Fernsehsender WGBS arbeitet und eine enge Freundin von Clark Kent (Superman) und seiner Ehefrau Lois Lane. Grant debütierte in Adventures of Superman #424 vom Januar 1987 (Autor: Marv Wolfman) als eine ehrgeizige Klatschkolumnistin beim Daily Planet. In den ersten Heften, in denen sie auftrat, fungierte Cat Grant zudem als eine potentielle Partnerin für Clark Kent (Superman), wodurch die traditionsreiche Dreiecksbeziehung „Clark Kent liebt Lois Lane, die Superman liebt, der in Wirklichkeit Clark Kent ist, der als er selbst und nicht als Superman geliebt werden möchte“ um eine neue Schattierung bereichert wurde.
Grant war eine geschiedene Frau (Ex-Mann: Joseph Morgan), Mutter eines Sohnes (Adam Grant) und Alkoholikerin – und damit eine der ersten Nicht-Schurken-Figuren in den Superman-Comics, die dezidiert negative Eigenschaften aufwies. Um Clark Kent dabei zu helfen, die kriminellen Machenschaften von Morgan Edge, dem Programmdirektor des Fernsehsenders World Galaxy Broadcasting System (WGBS), aufzudecken, gab Grant ihren Job beim Daily Planet auf, wechselte als Journalistin zu GBS und ließ sich auf eine Liebesbeziehung zu Edge ein. Gemeinsam mit Kent entlarvte sie Edge schließlich als das heimliche Oberhaupt der Intergang, der mächtigsten Verbrecherbande von Metropolis. Um Grant vor Racheaktionen der Intergang zu schützen, wurde ihr José Delgado, ein ehemaliger Sportlehrer, von der Polizei als Bodyguard zugewiesen. Mit diesem ging sie schließlich eine neue, langlebige Liebesbeziehung ein.
Nach der Verurteilung von Edge blieb Grant als Journalistin und Inspizientin bei WGBS, wo sie bis in den Rang einer Produzentin aufstieg. Ihr ewiger Widersacher bei dieser Tätigkeit war Vincent Edge, der neue Programmdirektor und Vater des inhaftierten Morgan Edge. Die Ermordung ihres Sohnes durch den Geisteskranken Winslow Schott (alias Toyman) stürzte Grant in eine schwere Krise, in der sie beinahe erneut mit dem Trinken begonnen hätte. Mit der Hilfe ihrer Freunde gelang es ihr jedoch schließlich, dieses Trauma zu bewältigen. Es folgte eine lange Reihe beruflicher Erfolge bei WGBS. So konnte sie unter anderem Jimmy Olsen als Reporter zu dem Sender holen und schaffte es sogar, die Direktoren von WGBS davon zu überzeugen, Vincent Edge wegen sexueller Belästigung entlassen zu lassen. Als Lex Luthor zum Präsidenten der Vereinigten Staaten gewählt wurde, machte er Grant zu seiner Presseministerin (President Luthor Secret Files #1).
In der Fernsehserie Superman – Die Abenteuer von Lois & Clark trat Grant in der ersten Staffel als Klatschkolumnistin des Daily Planets auf (gespielt von Tracy Scoggins). In der Fernsehserie Supergirl ist Grant Leiterin des Medienunternehmens Catco (gespielt von Calista Flockhart) und damit Chefin von Kara Danvers (alias Supergirl).

#### Contessa del Portenza
Die Contessa Erica Alexandra del Portenza ist die Ehefrau von Supermans Erzfeind Lex Luthor. Die Contessa debütierte in Superman: The Man of Tomorrow #1 vom Juli/August 1995 (Autor: Roger Stern, Zeichner: Tom Grummett). Die Contessa ist eine unsterbliche, ewig junge Frau unbekannter Herkunft. Andeutungen in einigen Geschichten zufolge soll sie schon zu Zeiten des antiken Roms gelebt haben. Wie ihr Ehemann ist die Contessa eine äußerst zielstrebige und machtbewusste Geschäftsfrau, die es versteht, sich in jeder Lage ihren Vorteil zu sichern.
Die Contessa hatte den jungen Lex Luthor in Europa kennengelernt und kurzzeitig eine Beziehung zu ihm unterhalten, bevor beide schließlich wieder getrennte Wege gingen: Während Luthor nach Amerika zurückkehrte, wo er zum reichsten Geschäftsmann der Staaten wurde, wurde die Contessa zu einer angesehenen Persönlichkeit in der europäischen Finanzwelt. Außerdem gründete sie das Verbrechersyndikat The Agenda. Nachdem Lex Luthor zeitweilig als Krimineller überführt worden war und sich gezwungen sah, die Kontrolle über sein Firmenimperium LexCorp aufzugeben, zu fliehen und in den Untergrund zu gehen, kam die Contessa in Supermans Heimatstadt Metropolis. Sie erwarb die Aktienmehrheit an LexCorp und wurde zur neuen Präsidentin der Unternehmensgruppe. Sie führte das Unternehmen einige Monate lang mit eiserner Hand, versuchte vergeblich, Superman für ihre Zwecke einzuspannen, und machte den Superhelden Alpha Centurion zum neuen Sicherheitschef von LexCorp. Bei einem Casinobesuch in Monte Carlo traf sie Lex Luthor wieder und beide erneuerten ihre Beziehung zueinander: Sie verlobten sich heimlich und die Contessa ermöglichte Luthor die heimliche Rückkehr nach Metropolis, wo er sich fortan in den Eingeweiden des LexCorp-Towers verborgen hielt.
Beide heirateten heimlich (Man of Tomorrow #5) und gingen auf eine Hochzeitsreise in die Karibik. Später kehrten beide nach Metropolis zurück, Luthor gelang es, sich in den Augen der Öffentlichkeit zu rehabilitieren und wieder als ehrenhafter Geschäftsmann zu gelten. Die Contessa und ihr Mann machten fortan gemeinsame Sache bei ihren zweifelhaften Unternehmungen. So versorgten sie Superman unter anderem mit einem Eindämmungsanzug, der es ihm ermöglichte, seine Kräfte unter Kontrolle zu halten, nachdem er sich durch den Kontakt mit dem Zauberer Tolos in ein Energiewesen verwandelt hatte. Nachdem die Contessa ein Kind von Luthor gebar – Lena Luthor – ließ ihr Ehemann sie mit starken Medikamenten in ein Koma versetzen, um nicht mit ihr um die Liebe seines Kindes wetteifern zu müssen. Durch eine Fälschung ihres Testamentes gelang es ihm, die in den Händen der Contessa liegende Aktienmehrheit über seine Firma wieder in seine Hände zu bringen – für den Fall einer Krankheit hatte seine Frau ihm diese laut Testament „überschrieben“. Nach der Zerstörung des Pflegeheims, in das Luthor seine Frau hatte verbringen lassen, durch ein Feuer gilt die Contessa offiziell als tot und Luthor als Witwer. Wie Luthor selbst sofort ahnte, hatte seine Frau ihr Ableben jedoch nur inszeniert, um ihre Ausgangsbasis für geplante Racheaktionen zu verbessern.
Die Contessa zog sich danach in das Hauptquartier der von ihr begründeten Geheimorganisation Agenda zurück und führte ihre Pläne von dort aus fort. So ließ sie den Eisbär-Mensch Hybride schaffen (Lois Lane #1), versuchte mit Hilfe ihrer Agentin Armanda Spence und der außerirdischen Wissenschaftler Simyan und Mokkari die Kontrolle über das Projekt Cadmus (eine Forschungseinrichtung der amerikanischen Regierung zur Untersuchung von außerirdischer DNA) zu übernehmen und tat sich mit dem jugendlichen Zauberer Klarion zusammen, um Superman und den anderen Helden des von ihm angeführten Teams Justice League das Leben schwer zu machen. Zu ihren weiteren Verbündeten zählt der Wissenschaftler Dabney Donovan – der für sie einen weiteren Ableger des Superman-Klons Bizarro schuf – und der exzentrische russische Künstler Dmitri Potemkin. Zuletzt gelang es Luthor schließlich, scheinbar seine Frau in ihrem arktischen Hauptquartier mit Hilfe einiger Raketensprengköpfe zu töten (President Luthor Sectret Files #1).

#### Councilman Sackett
Sackett, ein ehemaliger Stadtrat von Metropolis, ist der Bürgermeister von Supermans Heimatstadt. Er debütierte in Action Comics #741 vom Januar 1998. Sackett wurde Bürgermeister von Metropolis, nachdem sein Amtsvorgänger auf Betreiben von Lex Luthor von dem Attentäter Cathy Griggs ermordet worden war. Sacketts Lieblingsprojekt war der Bau des Hyper Sectors, eines futuristischen Stadtviertels von Metropolis.

#### Dingbats of Danger Street
Die Dingbats of Danger Street sind eine Kinderbande, die im Suicide Slum von Metropolis Abenteuer erlebt. Die Dingbats debütierten in der Ausgabe #6 der Anthologie-Reihe First Issue Special vom September 1976 (Autor und Zeichner: Jack Kirby), in der sie zusammen mit dem Polizisten Mullins die Gauner Jumpin' Jack und Gasser zur Strecke bringen. Obwohl das Abenteuer der Dingbats als gescheitertes Experiment angesehen wurde, übernahm der Kirby-Verehrer Karl Kesel die Gruppe in den 90ern in seine Superman-Geschichten (Adventures of Superman #549). Hier treten die Dingbats unter anderem als Gegenspieler der Newsboys auf, mit denen sie sich um das Nutzungsrecht um ein verlassenes Lichtspielhaus als Bandenunterschlupf streiten. Hauptmerkmal der Clique ist ihr grundsätzliches Misstrauen gegen alle Erwachsenen. Ihr Mentor war der Polizist Terry Mullins.
Mitglieder der Gruppe waren: Good Looks (der gutaussehende Anführer und das Gehirn der Gruppe), Krunch (der Haudruff der Gruppe mit Zottelmähne und starkem Schlag) Non-Fat (ein Kind das ständig isst, aber nie zunimmt und stets einen Hot-Dog in der Hand hält) und Bananas (der Verrückte der Gruppe, der seine Verrücktheit demonstrativ und stolz vor sich her trägt).

#### Doktor Cordoba
Doktor Cordoba war zeitweise die Leibärztin und Assistentin von Lex Luthor. Sie entband unter anderem Luthors Tochter Lena und versetzte die Mutter des Kindes, die Contessa del Portenza, in ein künstliches Koma.

#### Emil Hamilton
Der Professor Emil Hamilton (erster Auftritt im Januar 1987 in US-Adventures of Superman #424) war früher für LexCorp tätig, verließ die Firma aber aufgrund von Streitigkeiten mit Lex Luthor. Hamilton freundete sich mit Superman an und unterstützt ihn mit seinem technischen Wissen und Können.

#### Frank Berkowitz
Frank Berkowitz war der langjährige Bürgermeister von Metropolis. Er debütierte in der Ausgabe #4 der Miniserie Superman: Man of Steel vom November 1986 (Autor und Zeichner: John Byrne).
Berkowitz war in den Superman-Abenteuern von 1986 bis 1998 der Bürgermeister von Supermans Heimatstadt Metropolis (vier Amtszeiten). Er war ein integerer und anständiger Mann, der unter anderem Lex Luthor einmal von Superman verhaften ließ, weil dieser das Leben Unschuldiger fahrlässig gefährdet hatte, indem er einen terroristischen Angriff provozierte, um Supermans Aufmerksamkeit zu erregen (Man of Steel #4). Luthor rächte sich Jahre später hierfür, indem er Berkowitz von einem Attentäter namens Casey Griggs mit einem Scharfschützengewehr erschießen ließ (Superman #131). Berkowitz hinterließ zwei Töchter: Julianna Berkowitz, die durch eine kurzlebige Affäre mit Supermans Freund Booster Gold bekannt wurde, und eine zweite Tochter.
In der Fernsehserie The Adventures of Lois and Clark wurde Berkowitz von dem Schauspieler Sonny Bono gespielt.

#### Green Team: Boy Millionaires
Das Green Team ist eine Gruppe superreicher Kinder, die ihr Vermögen nutzen, um in Supermans Heimatstadt Metropolis allerlei aberwitzige Abenteuer zu erledigen. Die Gruppe debütierte in First Issue Special #2 vom Mai 1975 (Autor. Joe Simon, Zeichner: Jerry: Grandenetti). Die Gruppe besteht aus Commodore Murphy, einem juvenilen Großreeder, J.P. Huston, einem Öltycoon, Cecil Sunbeam einem kindlichen Hollywoodregisseur und Star-Macher, sowie Abdul Smith, dem ehemaligen Schuhputzjungen eines Millionärsclubs, der an der Börse durch einen Computerfehler ein Vermögen verdient hat. Zugangsbedingung, um in die Gruppe aufgenommen zu werden, ist der Besitz von über einer Million Dollars.
Die Green-Boys bieten jedem ein Vermögen an, der imstande ist, ihnen große Abenteuer zu bieten. So schlugen sie sich unter anderem mit einem Riesenhummer herum, bauten einen Freizeitpark, stritten sich mit der russischen Marine und schlichteten einen Streit zwischen der Newsboy Legion und den Dingbats of Danger Street.

#### Gretchen Kelly
Doktor Gretchen Kelly war über lange Jahre hinweg die Leibärztin und persönliche Assistentin von Lex Luthor. Sie debütierte in Superman #2 vom Februar 1987 (Autor und Zeichner: John Byrne). Nachdem Luthor seinen eigenen Tod vortäuschte, sein Gehirn in einen geklonten, jüngeren Körper transplantieren ließ und als sein eigener „Sohn“, Lex Luthor II, nach Metropolis zurückkehrte, behauptete Luthor II, einer Affäre seines Vaters (und somit er selbst) mit Kelly zu entstammen. Kelly war von 1987 bis 1994 eine ständig auftretende Nebenfigur der Superman-Comics, insbesondere war sie in nahezu allen Superman-Geschichten, die Lex Luthor (respektive Lex Luthor II) enthielten, enthalten. Besonders häufig griff dabei der Autor Roger Stern auf die Figur zurück. Sie wurde nach der zeitweiligen Zerstörung von Metropolis (Action Comics #700) verhaftet und ist seither nicht wieder aufgetreten.
In Superman – Die Abenteuer von Lois & Clark war Gretchen ebenfalls in einigen Episoden zu sehen. Sie belebte den totgeglaubten Lex Luthor wieder und kämpfte gegen Superman. In einer Folge wurde William Wallace Webster Waldecker von Superman vor dem Selbstmord gerettet. Als ein Blitz vom Himmel kam, übertrugen sich Teile von Supermans Kräften auf William, was Gretchen ausnutzte, um selbst Superkräfte von Waldecker zu erhalten.

#### Harold Vekko
Doktor Harold Vekko war zeitweise der persönliche Assistent von Lex Luthor. Er debütierte in Man of Tomorrow #1 vom Sommer 1995 (Autor: Roger Stern, Zeichner: Tom Grummet). Vekko befreite unter anderem den gefangenen und schwerkranken Luthor aus den S.T.A.R.-Labs, nachdem dieser für seine Verbrechen dorthin überführt worden war, und brachte ihn zurück in den LexCorp-Tower. Von dort verhalf er Luthor zur Flucht nach Übersee, wo er geheilt werden konnte. Danach trat er noch eine Zeit lang als persönliches Faktotum des Schurken auf. In dieser Eigenschaft arrangierte Vekko u. a. die Hochzeit Luthors mit der Contessa del Portenza und initiierte ein Täuschungsmanöver, das zur Folge hatte, dass Superman in die falsche Hochzeit – nämlich Vekkos Hochzeit mit einer LexCorp-Mitarbeiterin namens Janice – hineinplatzte, während Luthor bereits entkommen war. Vekko verschwand schließlich 1997 mit dem Weggang seines Schöpfers Roger Stern kommentarlos aus den Superman-Reihen.

#### Hope und Mercy
Hope Taya (erster Auftritt im Dezember 1999 in US-Adventures of Superman #573) und Mercedes „Mercy“ Graves III (erster Auftritt im September 1996 in der Superman-Zeichentrickserie, im Comic im November 1996 in US-Superman Adventures #1, im DC-Universum in US-Detective Comics #735 vom August 1999) sind Lex Luthors Helferinnen und Leibwächterinnen. In seinem Auftrag überwachen sie auch Geheimprojekte von LexCorp und führen in Luthors Auftrag Attentate gegen Leute durch, die seinen Zielen im Weg stehen.

#### Hunya Adams
Hunya Adams ist ein Boxchampion, der in den 1990er-Jahren häufiget in den Superman-Comics auftrat, vor allem als Gegenspieler von Supermans Freund Bibbo Bibbowski im Kampf um den Titel als Boxmeister im Schwergewicht. Adams ist eine Karikatur auf Mike Tyson: er ist riesenhaft groß, kräftig, brutal, unfreundlich und arrogant.

#### Jebster Friedman
Jebster „Jeb“ Friedman war ein Gewerkschafter der mit Lois Lane befreundet war. Er debütierte in Superman: Man of Steel #4 vom Oktober 1991 (Autorin: Louise Simonson, Zeichner: Jon Bogdanove). Friedman, ein „good ol' boy“ aus den amerikanischen Südstaaten, war als hauptberuflicher Gewerkschaftsfunktionär der Hafenarbeitergewerkschaft von Metropolis mit der Organisation von Streiks betraut. Bei einer dieser Aktionen traf er Lois Lane, die auf etwaige Unterweltverbindungen des als halbseiden geltenden Friedman hoffte, um so Spuren für einen Artikel über die Intergang zu finden. Friedman verliebte sich prompt in die forsche Reporterin. Als er erkannte, dass Lane seine Gefühle nicht erwiderte, ließen es beide dabei bewenden, Freunde zu sein. Gelegentlich nutzte Lois Lane Friedman – mit dessen Einwilligung – aus, um Clarke Kent „eifersüchtig“ zu machen, indem die beiden kleinere Flirts oder Dates inszenierten. Dieses Schema war ein gelegentlich wiederkehrendes Plot-Element, v. a. in Superman-Geschichten von Louise Simonson. Friedman wurde schließlich in Man of Steel #55 von 1996 während einer Auseinandersetzung mit Kriminellen erschossen, die versuchten, die Gewerkschaft zu missbrauchen, um Geld zu waschen. Seine Leiche wurde von Superman geborgen und an seine Familie übergeben.

#### Jerry White
Jerry White war der Sohn von Perry White, dem Chefredakteur des Daily Planets und seiner Ehefrau Alice. Er debütierte in Adventures of Superman #428 vom Mai 1987 (Autor: Marv Wolfman). Sein biologischer Vater war jedoch Lex Luthor, der Jerry während einer Affäre zeugte, die er mit Alice begann, während Perry auf einer Europareise war. Jerry war ein guter Freund von Jimmy Olsen und erlebte gemeinsam mit diesem in den Superman-Heften der späten 80er- und frühen 90er-Jahre verschiedene Abenteuer. Er wurde schließlich gemeinsam mit Olsen in das Reich der Dämonin Blaze verschlagen, wo er ums Leben kam. Später erfuhren die Whites von dem Dämonen Lord Satanus, dem Bruder von Blaze, dass Jerrys Seele in der Welt der Toten Frieden gefunden habe (Superman #71, 1992).

#### Keith White
Keith Robert White ist der Adoptivsohn von Perry und Alice White, dem Chef von Clark Kent (Superman) und seiner Ehefrau. Keith White debütierte in Superman: Man of Steel #1 von 1991 (Autorin: Louise Simonson, Zeichner: Jon Bogdanove). Keith verwaiste, nachdem seine alleinerziehende Mutter an Aids gestorben war. Da er durch verschiedene Abenteuer mit Superman in Kontakt gekommen war, lernte er die Whites kennen, die sich schließlich entschlossen, ihn trotz ihres fortgeschrittenen Alters zu adoptieren, um an ihm gut zu machen, was sie ihrem eigenen verstorbenen Sohn Jerry nicht hatten geben können. Keiths afroamerikanische Abstammung brachte den Whites viel Kritik insbesondere von Franklin Stern dem schwarzen Herausgeber des Daily Planets ein, letztendlich wurde die Adoption jedoch von allen respektiert. Keith übernahm bei der Hochzeit von Lois Lane und Clark Kent die in den USA sehr traditionsreiche Aufgabe des Trägers der Eheringe.

#### Lena Luthor
Lena Luthor ist die Tochter von Supermans Erzfeind Lex Luthor und der Contessa Erica Alexandra del Portenza. Sie debütierte in dem Comicheft Superman #131 vom Januar 1998 (Autor: Dan Jurgens, Zeichner: Ron Frenz), in dem die Geschichte ihrer Geburt erzählt wird. Seither ist Lena, die noch ein Säugling ist und dementsprechend zumeist nur eine passive Rolle in diversen Geschichten spielt, eine häufig auftretende Nebenfigur in den Superman-Comics. Lena ist nach einer Jugendliebe von Lex Luthor benannt, die bei einem Unfall ums Leben kam. Lenas Mutter, die Contessa, die vorübergehende Vorstandsvorsitzende von Luthors Firma LexCorp, wurde von Luthor nach der Entbindung unter Drogen gesetzt und weggesperrt, da dieser mit niemandem, nicht einmal der Mutter seines Kindes, um dessen Liebe wetteifern müssen wollte. Von ihrer Mutter, einer „Unsterblichen“, die, bei ewiger Jugend, bereits mehr als 2000 Jahre alt ist, hat Lena Luthor womöglich übermenschliche Kräfte geerbt.
Anders als anderen Menschen, denen er stets mit äußerster emotionaler Kühle begegnet, bringt Luthor seiner Tochter äußerst starke Gefühle der Liebe und Zuneigung entgegen und ist sogar willens, ihretwegen Risiken auf sich zu nehmen und Opfer zu bringen. Dies zeigte sich etwa in der Jubiläumsausgabe Superman Forever von 1998, in der von tiefer Verzweiflung und Angst geplagt, ganz Metropolis auf den kopf stellen lässt, um seine entführte Tochter wiederzubekommen. Superman bestichelt Luthor gelegentlich, indem er ihm deutlich macht, dass er ihm zumindest das Erlebnis der Vaterschaft voraus habe, in dessen Genuss er – Superman – aufgrund seiner Inkompatibilität mit menschlicher DNA niemals kommen werde. Nachdem Lena Luthor in der Y2K-Storyline von dem Außerirdischen Brainiac 13 ins Weltall verschleppt worden war, wo sie unter dem Einfluss kolanischer Technologie binnen kurzer Zeit zu einer erwachsenen Frau heranwuchs, kehrte sie in der Our World's at War-Storyline auf die Erde zurück, um ihrem Vater im Kampf gegen den Invasor Imperiex beizustehen – am Ende dieser Storyline wurde sie in ihr Säulings-Ich zurückversetzt und nahm erneut ihre alte Rolle als aufwachsendes Kleinkind ein. Seither ist sie eine gelegentliche Nebenfigur, die in Geschichten, die von Luthor handeln, am Rande zu sehen ist.

#### Lenda Troupe
Lenda Troupe ist die Schwester von Ron Troupe und Schwägerin von Lois Lanes Schwester Lucy. Sie debütierte in Man of Steel #77 vom März 1998. Lenda trat 1998/99 kurzzeitig als gelegentliche Nebenfigur in den monatlichen Superman-Reihen auf. Dabei fiel sie vor allem wegen ihrer Einwände gegen die Beziehung ihres Bruders Ron (einem Schwarzen) mit Lucy Lane (einer Weißen) auf, die sie für gesellschaftlich nicht überlebensfähig hielt. Später fand sie sich jedoch mit dieser ab und wohnte auch der Heirat der beiden bei. Lenda selbst war zeitweilig mit Franklin Stern, dem Herausgeber des Daily Planets, der Zeitung, für die ihr Bruder arbeitet, liiert. Sie verschwand bereits 1999 wieder aus den Superman-Reihen, ohne dass ihr Weggang erklärt worden wäre.

#### Loren Jupiter
Loren Jupiter ist nach Lex Luthor der zweitreichste Mann in Supermans Heimatstadt Metropolis. Er debütierte in Teen Titans #25 vom Januar–Februar 1970. Jupiter ist ein Philanthrop und gelegentlicher Helfer von Superman. Er finanzierte unter anderem die zweite Inkarnation der Teen Titans (Teen Titans (Vol. 2) #1-24, 1997–1998).

#### Mick Cardoni
Mick Cardoni ist der beste Freund von Bibbo Bibbowski und Stammgast in dessen Taverne, dem Ace O'Clubs. Cardoni war ursprünglich Bibbowskis Boxcoach, bevor dieser dem Alkohol verfiel; seither wahrt er ihm die Treue als Hilfskraft in Bibbowskis Bar; außerdem coachte Cardoni Bibbowski erneut, als dieser kurzzeitig in den Ring zurückkehrte und den Titel des Boxweltmeisters errang.

#### Misa
Misa ist eine rebellische und schelmische junge Frau, die in Metropolis und Umgebung das „große Abenteuer“ sucht. Sie debütierte in Superman #115 vom August 1996 (Autor: Dan Jurgens, Zeichner: Ron Frenz). Misa gehört zum Volk der sogenannten Hairies, einer von dem Wissenschaftler Dabney Donovan geschaffenen Gruppe von menschenähnlichen Klon-Wesen, die in der Wild Area vor Metropolis in der Nähe der Anlagen des Project Cadmos, einer Forschungseinrichtung der amerikanischen Regierung, leben. Sie war von 1997 bis 1999 eine Zeit lang eine regelmäßig auftretende Nebenfigur in den vier zu dieser Zeit erscheinenden Superman-Serien; dabei erlebte sie gemeinsam mit ihrem Freund – Supermans „Kumpel“ Jimmy Olsen – zumeist in Nebengeschichten, die am Rande der Hauptgeschichten der Hefte um Supermans eigene Abenteuer spielten allerlei phantastische Wechselfälle. Misa ist die Tochter von Jude, dem Anführer der Hairies, und wie alle Hairies in erstaunlicher Weise technisch versiert: sie ist in der Lage, allerlei High-Tech-Gegenstände zu bauen und anzuwenden, deren Möglichkeiten nahezu an Zauberei grenzen: da verfügt sie über technische Accessoires, die sie in einer Girlie-Handtasche mit sich herumträgt, mit denen sie etwa fliegen, sich teleportieren, das Gedächtnis von Menschen löschen oder Explosionen erzeugen kann. Optisch ist Misa, wie alle Hairies, eine Art futuristischer Hippie: sie trägt Kleidung (zumeist ein hellgrünes Kleid mit einem passenden Haarreif), die an die exzentrische Mode der 1960er-Jahre erinnert, dabei aber stets High-Tech-mäßig angehaucht ist.
Aus Ablehnung jeder Form von Autorität sagte die rebellische Misa sich von ihrem Vater und den übrigen Hairies los und zog eine Weile als vagabundierende Einzelgängerin durch die Wild Area und durch Cadmos. Dabei kam sie verschiedentlich in Konflikt mit Superman, sowie den Sicherheitsleuten von Cadmos um Roy Harper (Guardian), die zu „ärgern“ und deren Arbeit zu sabotieren zu dieser Zeit zu ihren liebsten Vergnügungen zählte. Morgan Edge, ein mächtiger Boss der Unterwelt von Metropolis, konnte Misa kurzzeitig für eine Mitgliedschaft in der Superman-Revenge Squad gewinnen, einem Team mit wechselnder Besetzung, das sich aus Gegnern von Superman rekrutiert und das Ziel verfolgt, diesem den Garaus zu machen. Da Misa – trotz aller Freude am Provozieren und Piesaken – nicht ernsthaft interessiert daran war, Superman zu verletzen oder gar zu töten, sabotierte sie die Anstrengungen ihrer „Verbündeten“ schließlich und half Superman so indirekt dabei, einige andere Mitglieder der Gruppe – Riot, Barrage, Anomaly – zu stellen. Während die anderen Mitglieder der Gruppe verhaftet wurden, konnte Misa bequem entkommen.
In der Wild Area traf Misa schließlich auf Supermans Freund Jimmy Olsen, mit dem sie eine längere Beziehung begann, sowie auf Ashbury Armstrong und Scorn. Die vier bildeten zeitweise eine Art Clique und zogen in einem futuristischen, überdimensionierten, flugfähigen Motorrad abenteuernd durch die Umgebung von Metropolis: dabei bekamen sie es unter anderem mit den verrückten Wissenschaftlern Symian und Mokkari und mit allerlei Monsterwesen, die in der Wild Area leben, zu tun. Darüber hinaus gelang es Misa, die Intergang, die Jimmy Olsen wochenlang in dem Glauben verfolgte, er wüsste, wer sich hinter Superman verbirgt, von dieser Annahme abzubringen und so ihren Nachstellungen ein Ende zu machen. Ashbury Armstrong schenkte Misa eine „magische Brille“, die es dem eigentlich blinden Mädchen ermöglicht, eine Stunde am Tag zu sehen. Nach den Abenteuern der „Olsen-Bande“ in der Wild Area setzten Misa und Jimmy Olsen ihre Liebesbeziehung noch eine Weile fort. 1999 verschwand Misa als Nebenfigur kommentarlos aus den Superman-Serien und ist bislang nicht wieder aufgetreten. Ebenso unerklärt endete ihre Beziehung mit Jimmy Olsen.

#### Morgan Edge
Morgan Edge ist ein machtgieriger Medien-Tykoon, der in Metropolis tätig ist. Edge debütierte in Superman's Pal Jimmy Olsen #133 vom Oktober 1970 (Autor und Zeichner: Jack Kirby). In den verschiedenen Versionen des Superman-Stoffes war er unter anderem der Boss von Clark Kent beim Sender WGBS und als heimlicher Leiter der Intergang, einer in Metropolis ansässigen Bande, einer von Supermans größten Feinden.
In seiner ersten Inkarnation war Edge der Präsident von Galaxy Communications (a.k.a. Galaxy Broadcasting System), dem wichtigsten Medienkonzern in Metropolis, zu dem unter anderem der Fernsehsender WGBS zählt. Edge trat in dieser Eigenschaft in den frühen 1970er-Jahren als eine ständige Nebenfigur in den Superman-Comics auf, dabei erschien er zunächst als ein stereotyper, skrupelloser Kapitalist, der Unternehmen kaufte und wieder abstieß, wie es gerade seinen Geschäftsinteressen und der Maximierung seines Profites zuträglich war. Zu den von Edge unmittelbar nach seinem ersten Auftritt akquirierten Unternehmen zählte unter anderem die Tageszeitung The Daily Planet, der Arbeitgeber von Supermans Alter Ego, dem Journalisten Clark Kent. Im Laufe der Geschichten der 1970er-Jahre reifte die Figur schließlich, und mit der Zeit nahm Edge eine durchaus ambivalente Rolle ein: einerseits war er ein profitgieriger „Windhund“, der ständig im Klinch mit dem Chefredakteur des Planet, Perry White, lag – weil er den Planeten reißerischer gestalten wollte, während White eine seriösere Linie beibehalten wollte – zugleich demonstrierte Edge aber auch durchaus edle Charaktereigenschaften: so schimmerte bisweilen eine gewisse Gutherzigkeit durch, und Edge unterhielt außerdem eine ansatzweise freundschaftliche Beziehung zu seinen Angestellten inklusive Clark Kent. Diesen machte Edge, nachdem der Planet vollkommen in seinen Besitz übergegangen war, schließlich auch zum Nachrichtenmoderator bei WGBS. Dieser Schritt zeitigte, dass das Superman-Supporting-Cast um mehrere Mitarbeiter des Fernsehsenders bereichert wurden, so etwa den Sportreporter Steve Lombard, den Produzenten Josh Coyle und den Wettermann Oscar Asherman. Als Co-Moderatorin wurde Clark Kent Lana Lang zur Seite gestellt.
Als einer der reichsten Männer der Stadt trat Edge mit der Zeit außerdem als eine der einflussreichsten Figuren auf der politischen Bühne von Metropolis hervor. Im Zusammenhang mit dieser Rolle traf er des Öfteren auf Superman, hinter dem er allerdings niemals seinen Angestellten Clark Kent erkannte. Obwohl Edge nur selten eine Schlüsselrolle für die Handlung von Superman-Geschichten spielte, war er eine konstante Nebenfigur der Superman-Comics bis in die 1980er-Jahre hinein. Nach dem Neustart der Superman-Reihen 1986 wurde Edge erneut als Präsident von WGBS eingeführt. Eine Verbindung zum Planet und zu Clark Kent besaß er in dieser neuen Version nicht: stattdessen missbrauchte er seine mediale Macht, um seine kriminellen Machenschaften als Boss der Intergang abzuschirmen. Edge wurde später von Superman und der Reporterin Cat Grant, die eine Scheinbeziehung mit ihm einging, um belastendes Material zu sammeln, überführt und ins Gefängnis gebracht. Infolgedessen übernahm sein Vater Vincent Edge die Leitung von WGBS. Edge Junior konnte später aus dem Gefängnis entkommen und die Intergang im Untergrund neu formieren, dabei fiel er unter anderem auf die Hilfe der außerirdischen Wissenschaftler Simyan und Mokkari sowie auf verschiedene von ihm rekrutierte Superschurken, die in wechselnder Besetzung den Stamm für die Superman Revenge Squad bildeten, zurück. Zu diesen Schurken zählten unter anderem Anomaly, Barrage, Baud, Maxima, Misa, der Parasit, Riot und Rock. Edge trat unter anderem in der Fernsehserie Smallville (gespielt von Rutger Hauer und später von Patrick Bergin) und in der Zeichentrickserie JLU auf.

#### Natasha Irons
Siehe Artikel Steel (Comicserie).

#### Riot Girrrls
Die Riot Girrrls sind eine ausschließlich aus „wilden“ jungen Frauen bestehende Musikgruppe aus Supermans Heimatstadt Metropolis. Sie debütierten in Adventures of Superman #515 vom August 1994 (Autor: Karl Kesel). Die Band – deren Mitglieder mit Supermans Schwägerin Lucy Lane eng befreundet sind – spielte unter anderem bei der Hochzeit von Clark Kent und Lois Lane.

#### Sarah Olsen
Sarah Olsen ist die Mutter von Supermans bestem Freund Jimmy Olsen. Sie debütierte in Superman #15 vom März 1988.

#### Steve Lombard
Steve Lombard ist ein Sportjournalist, der beim Sender Galaxy Broadcasting System (WGBS), dem wichtigsten Fernsehsender in Supermans Heimatstadt Metropolis, angestellt ist. Die Figur debütierte in Superman #264 vom Juni 1973.
In den Superman-Abenteuern der 1970er- und 1980er-Jahre – als Clark Kent als Nachrichtenmoderator bei WGBS tätig war – trat Lombard, ein selbstbewusster und polternder, aber im Grunde anständiger Windhund, als ständige Nebenfigur auf. Er war ein ehemaliger Football-Spieler (Quarterback), der nach dem Ende seiner Sportkarriere bei WGBS als Sportberichterstatter angestellt arbeitete. Dort moderierte er den Sportteil der von Kent als Anchorman präsentierten Abendnachrichten. Daneben war der stets zu Streichen aller Art aufgelegte Lombard ein ewiger Quälgeist für den sanftmütigen und scheinbar tollpatschigen Clark Kent (Lombard nannte ihn stets „Clarkie“), den Lombard ständig mit den aberwitzigsten Scherzen piesackte (z. B. der berühmte Wassereimer über der Tür). Kent rächte sich gelegentlich für diese Scherze durch den geschickten, verdeckten Einsatz seiner Superkräfte an Lombard, dem diese Racheaktionen stets als eigenartige Zu- und Unfälle erschienen. Dennoch waren beide Männer im Grunde gute Freunde.

#### Toby Raines
Toby Raines ist die Lebensgefährtin von Maggie Sawyer, der früheren Chefin der Metropolis S.C.U., der Spezialeinheit der Polizei von Metropolis. Sie ist eine langjährige, allerdings nur äußerst hintergründig auftretende Nebenfigur der Superman-Reihen, die so gut wie nie Text hat und über die so gut wie nichts bekannt ist, außer dass sie in einer lesbischen Beziehung zu Sawyer lebt. In letzterer Eigenschaft erlangte die Figur eine gewisse Bekanntheit als einer der ersten ausdrücklich homosexuellen Comiccharaktere überhaupt.

#### Vincent Edge
Vincent Edge war zeitweilig CEO des Fernsehsenders Galaxy Broadcasting in Metropolis. Edge debütierte in Superman #35 vom September 1989. Er war der Vater des Gangsters Morgan Edge, dem er in der Position des CEO nachfolgte. Edge verlor seine Stellung bei WGBS schließlich, als er wegen sexueller Belästigung der weiblichen Mitarbeiter – insbesondere der Produzentin Catherine Grant – suspendiert wurde. Danach arbeitete er kurzzeitig mit dem Kriminellen Boss Moxie zusammen und half diesem bei der Neuformation der sogenannten Intergang, einem in Metropolis beheimateten Verbrechersyndikat. Edge starb schließlich, als sein scheinbarer Compagne Moxie ihn hinterging und einen Sprengstoffanschlag auf eine Versammlung verschiedener Bandenchefs von Metropolis verübte, an der Edge teilnahm.

### Bewohner von Smallville

#### Clark Ross
Clark Ross ist der Sohn von Supermans Jugendfreunden Lana Lang und Pete Ross. Er ist nach Clark Kent benannt, Langs Jugendliebe, den sie heute als brüderlichen Freund ansieht. Der Grund für die Namenspatenschaft ist, dass Kent Lang und Ross zusammenbrachte und beide mehrfach aus brenzligen Situationen rettete (u. a. rettete er beide vor einem Tornado und entlastete Ross von falschen Mordvorwürfen). Clark Ross wurde in dem Heft Superman/Doomsday: Doomsday Wars #1 von 1999 geboren (Autor und Zeichner: Dan Jurgens).

#### Jonathan und Martha Kent
Jonathan Joseph Kent und seine Frau Martha Clark Kent sind ein Farmerehepaar in Smallville in Kansas und bewirtschaften eine etwas außerhalb des Ortes gelegene Farm. Sie konnten auf natürlichem Weg keine eigenen Kinder bekommen. Als eines Tages, als sie unterwegs waren, die Rakete landete, welche einen Säugling enthielt, nahmen sie den Waisenjungen als ihr eigenes Kind auf und gaben ihm die Namen Clark Joseph Kent. Der Junge wuchs auf diese Weise wie ein normales Kind auf, zeigte aber im Alter eines Jugendlichen herausragende Fähigkeiten. Trotz dieser Außenseiterrolle ihres Adoptivsohnes hielten sie immer zu ihm und wahrten sein Geheimnis. Martha war es schließlich, die das bekannte Supermankostüm entwarf und nähte.

#### Lana Lang
Lana Lang ist Clarks Schulfreundin und Jugendromanze. Ihre ursprüngliche Silver Age-Version hatte immer ein großes Interesse, die Identität Superboys herauszufinden, nichts ahnend, dass Clark und Superboy ein und dieselbe Person waren. Später, als Erwachsene (in der moderneren Version aus den Achtzigern), erfährt sie von Clarks Geheimidentität und verbleibt ihm eine gute Freundin, auch wenn sie manchmal mit Lois Lane um seine Gunst buhlte.
Durch einen speziellen Ring war Lana zeitweise auch ein Reservemitglied in der Legion der Superhelden.
Ihren ersten Auftritt hatte Lana in Superboy #10 (1950).

#### Pete Ross
Pete Ross ist ein Jugendfreund von Clark Kent (Superman) und seit den 1960er-Jahren eine der beständigsten, wenn auch nicht sehr häufig auftretenden Nebenfiguren des Superman-Universums. In der derzeitigen Kontinuität ist er der Ehemann von Supermans Jugendliebe Lana Lang und lebt mit dieser nach wie vor in Supermans Heimat aus Jugendzeiten, dem verschlafenen Städtchen Smallville im ländlichen Kansas. Ross debütierte in Superboy #86 vom Januar 1961.
Ross wurde den Lesern 1961 in der Serie Superboy, einer Serie die von Supermans Kindheitsabenteuern als Superboy erzählt, als Schulfreund des jungen Clark Kent vorgestellt. In dieser Reihe war er fortan eine ständige Nebenfigur: einmal als Kamerad und Spielgefährte von Clark Kent und daneben als Helfer von Superboy. Zufällig fand Ross bei einem Campingausflug heraus, dass Kent ein Doppelleben als jugendlicher Superheld Superboy führte: er behielt dieses Wissen jedoch für sich (nicht einmal Kent teilte er etwas von seiner Entdeckung mit, so dass dieser sich unentdeckt wähnte) und beschloss, seinem Freund fortan bei seinen Abenteuern behilflich zu sein, etwa indem er Ablenkungsmanöver bewerkstelligte, um es Kent zu ermöglichen, sich abzusetzen und sich in Superboy zu verwandeln. Noch als Jugendlicher wurde Ross in Anerkennung seiner Verdienste zu einem „Ehrenmitglied“ der Legion der Superhelden ernannt. Binnen kurzer Zeit wurde Ross – freilich inzwischen zum Manne „gereift“ – als gelegentliche Nebenfigur in die Superman-Serie übernommen. Er wusste nach wie vor um Supermans Doppelleben als Clark Kent und enthüllte diesem seine Kenntnis von dessen Geheimnis schließlich (Action Comics #457). In dieser Version war Ross ein Witwer, der alleine einen kleinen Sohn namens Jonathan aufzog. Als es Superman nicht möglich war, Ross’ schwer erkranktem Sohn Beistand zu leisten, erlitt dieser einen Nervenzusammenbruch und versuchte seinen früheren Freund öffentlich zu diskreditieren. Er wurde schließlich zur Behandlung in eine Heilanstalt eingewiesen, bis sein Sohn schließlich von Ärzten gerettet werden konnte. Danach verschwanden er und der Junge nahezu vollständig aus der Superman-Serie und wurden obskure, allmählich der Vergessenheit anheimfallende Charaktere.
Nach dem Neustart der Superman-Serie 1986 hat sich Ross Historie grundsätzlich verändert: Die Geschichte der Jugendfreundschaft von Kent und Ross ist nach wie vor gültig, nur mit dem Unterschied, dass Lang die in der alten Version nichts von Clark Kents Doppelleben wusste, nach wie vor über dieses informiert ist, während Ross der darüber vormals Kenntnis hatte, von diesem nichts weiß. Da es im modernen Superman-Kanon niemals ein Dasein Clark Kents als Superboy in Smallville gegeben hat, hat Ross dieses (nicht mehr vorhandene) Geheimnis auch niemals herausgefunden (finden können). Nachdem Kent zu Superman wurde, hatte Ross anfangs keine Ahnung, dass sich hinter diesem kein anderer als Kent verberge, fand dies aber schließlich doch heraus, als ihn der Schurke Manchester Black indirekt darüber in Kenntnis setzte. In der modernen Kontinuität wuchs Ross mit Clark Kent und Lana Lang, mit denen er eine Schulclique bildete, in Smallville auf. Lang und Ross verliebten sich später ineinander und heirateten. Aus der Ehe ging ein Sohn hervor, den die beiden nach Clark Kent benannten: Clark Ross. Ross machte zunächst Karriere als Lokalpolitiker und kam schließlich als Assistent des Senators für Kansas nach Washington D.C. Nach der Ermordung seines Chefs durch die Terrorgruppe Sons of Liberty nahm er dessen Platz als Senator für den Staat Kansas im Kongress ein und wurde schließlich – nachdem er vorübergehend ins Privatleben zurückgekehrt war – zum Vizepräsidenten in der Regierung von Supermans Erzfeind Lex Luthor ernannt (Lex 2000 #1, 2000). Da alle Welt, außer Superman selbst, Luthor zu dieser Zeit für einen selbstlosen Philanthropen hielt, hatte Ross keine Bedenken gegen diesen Schritt und diente Luthor einige Jahre lang loyal. Nachdem Luthors kriminelle Machenschaften öffentlich bekannt geworden waren und er durch ein Misstrauensvotum seines Amtes enthoben wurde, nahm Ross seinen Platz kurzzeitig ein, trat aber schließlich zurück und zog sich erneut ins Privatleben zurück. Verschiedene Anschuldigungen zu verschiedenen Zeiten, Ross selbst sei in kriminelle Aktivitäten verwickelt gewesen – so der Vorwurf, er habe als Mitglied der Sons of Liberty Mitverantwortung für den Tod seines Vorgängers als Senator oder er sei der Mann, der sich hinter dem Superschurken Ruin verberge – erwiesen sich immer als falsch. Zuletzt hat Ross sich von Lana Lang scheiden lassen und ist nach Smallville zurückgezogen, um das gemeinsame Kind alleine aufzuziehen.
Ross hatte einen Cameo-Auftritt in der ersten Folge der Superman-Zeichentrickserie Superman: The Animated Series aus den 1990ern. In der Jugendserie Smallville, die in Supermans Jugend in der gleichnamigen Stadt spielt, wird Ross von dem afro-amerikanischen Darsteller Sam Jones III porträtiert. Seine Rolle entspricht der des Pete Ross in den Comics (Ross als Jugendfreund von Clark Kent) nur eben mit dem Unterschied, dass Ross hier ein schwarzhäutiger Junge ist. Dies hat vielfach zu Kritik insbesondere von Seiten der amerikanischen Feuilletons geführt, die den Produzenten vorwerfen Jones sozusagen als „Quotenschwarzen“ in die Serie eingebaut zu haben, um ein größeres Publikum ansprechen zu können, ungeachtet der Tatsache, dass schwarzhäutige Menschen in Kansas'schen Kleinstädten nun mal äußerst selten sind. Hier besucht Ross mit Kent und Chloe Sullivan – in die er heimlich verliebt ist, der er seine Liebe aber nicht gesteht, da sie unsterblich in Kent verschossen ist und er Avancen ihr gegenüber als hoffnungslos ansieht. Gemeinsam erforschen die Drei bizarre Phänomene in der Stadt im Auftrag der Schülerzeitung The Torch. Ross erfährt schließlich von den Kräften seines Freundes (der in dieser Version jedoch nicht als Superboy unterwegs ist, sondern aus dem Verbogenen heraus versucht, mit seinen Superkräften Gutes zu tun). Als ein korrupter Agent versucht, Kents Geheimnis aus Ross herauszuprügeln, kann sich dieser zwar zum Schweigen zwingen, fürchtet aber, beim nächsten Mal nicht so standhaft zu sein, und verlässt Smallville, um bei seiner Mutter in Wichita zu leben.

#### Professor Potter
Professor Phineas Potter ist ein Onkel mütterlicherseits von Lana Lang. Er debütierte in Superman's Pal Jimmy Olsen #22 vom August 1957. Er ist ein exzentrischer Wissenschaftler der vor allem in Superman-Abenteuern der 1950er- und 1960er-Jahre häufig auftrat, in denen seine wunderlichen oder phantastischen Erfindungen den Anstoß für allerlei verrückte Abenteuer lieferten (so wurde etwa Jimmy Olsen einmal von einer Maschine in Potters Labor in ein intelligentes Wesen aus der Zukunft verwandelt). Gelegentlich stellte er sein wissenschaftliches Know-how auch Superman bei der Lösung kniffliger Fälle zur Verfügung, etwa wenn ein Gerät mit bestimmten Eigenschaften gebraucht wurde, um einen Schurken zu besiegen.
In der Serie Adventures of Superman aus den 1950er-Jahren spielte Sterling Halloway eine Figur die Potter nachempfunden war. Potter war im Ganzen ein stereotyper Inventarcharakter der Marke „Wissenschaftler“ aus dem Baukasten für Zweckfiguren die nicht um ihrer selbst willen, sondern als Mittel zum Zweck interessant waren. Nach dem Neustart der Superman-Serien in den 1980er-Jahren wurde Potter als genialer Wissenschaftler von Professor Emil Hamilton ersetzt. Eine Hommage an die Figur war ein Professor Potter der in der Superboy-Serie der 1990er-Jahre bei den S.T.A.R.-Labs, einer wichtigen wissenschaftlichen Forschungseinrichtung in den Superman-Serien, die dort in allen größeren Städten niedergelassen ist, in ihrer Außenstelle auf Hawaii angestellt war.

### Bewohner der Flaschenstadt Kandor

#### Cerimul
Cerimul war der Vater des Helden Scorn und langjähriger Vorsitzender des Hohen Rates von Kandor, der Regierung der Flaschenstadt. Mit seinem Sohn, von dem er wünschte, dass dieser einmal sein Nachfolger würde, lag er in dauerndem Clinch wegen ihrer verschiedenen Lebenseinstellung. Cerimul – wie Scorn ein blauhäutiger Riese mit mächtigen Hörnern und Hauern – zeichnete sich durch seine Weisheit und Mäßigung als Regent aus, wofür ihn insbesondere Superman schätzte. Nachdem Scorn aus der Flaschenstadt hatte fliehen können, übernahm Cerimuls Tochter Cerizah sein Amt als Ratsvorsitzender, nachdem Cerimul von Supermans Feind, dem Killer-Cyborg ermordet wurde. Zuvor war es ihm jedoch noch vergönnt, sich mit seinem Sohn auszusöhnen.

#### Ceritak
Ceritak ist der kandorische Name des Helden Scorn, der aus Kandor stammt.

#### Cerizah
Cerizah ist die Schwester des Helden Scorn und die Tochter von Cerimul, dem Vorsitzenden des hohen Rate von Kandor. Nach dem Tod ihres Vaters übernahm sie dessen Posten als Vorsitzender des Rates und damit die Regierung über die Flaschenstadt. Sie debütierte in Action Comics #733 vom Mai 1997.

#### Cil Gand
Cil Gand war ein Wissenschaftler, der vom Planeten Daxam stammte und in der Flaschenstadt Kandor lebte. Wie alle Daxamiter besaß er Kräfte und Fähigkeiten, die denen Supermans in nichts nachstehen, war aber gegen Metall allergisch, was so weit ging, dass der Kontakt mit diesem Material ihn schließlich töten konnte. Cil Gand opferte schließlich sein Leben, indem er Selbstmord beging, um sich der Kontrolle durch den Schurken Tolos, einen bösen Magier, dem die Flaschenstadt gehörte und der Cil Gands Körper steuerte, zu entziehen und es Superman so zu ermöglichen, den Magier zu besiegen.

#### Faern
Farn ist eine kandorische Kriegerin. Die blauhäutige Schönheit diente dem bösen Magier Tolos zeitweise als menschliches Versteck, in dem er sich ohne Wissen seines Opfers einnistete. Nachdem Faern von Tolos Bann befreit worden war, übernahm sie – die zuvor eine Rebellin und Widerstandskämpferin gegen die Obrigkeit in der Flaschenstadt gewesen war – die Leitung über die Sicherheitskräfte von Kandor und stand fortan Superman während seiner Abenteuer in der Stadt mit Rat und Tat zur Seite.

#### Scorn
Siehe unter Andere Helden von Metropolis.

### Mitarbeiter des Projekt Cadmus

#### Adam Winterbourne
Colonel Adam Winterbourne ist der Sicherheitschef des Projektes Cadmus. Er debütierte in Superboy #63 vom Oktober 1998 (Autor: Karl Kesel, Zeichner: Tom Grummet). Winterbourne lebte nach einem Jet-Absturz einige Jahre lang unfreiwillig in den Wild Lands, einer vergessenen, von intelligenten Tieren besiedelten Welt auf einer Insel im Pazifik. Der gestrandete Winterbourne konnte von dort schließlich von Superboy gerettet werden. Nach seiner Rückkehr in die Zivilisation schloss Winterbourne sich erneut dem Militär an und wurde zum Sicherheitsberater beim Projekt Cadmus in Metropolis. Dort ist er unter anderem für die sachgerechte Durchführung aller „Field Operations“, d. h. aller Einsätze von Mitarbeitern des Projektes außerhalb des Projektes, zuständig.

#### Auron
Auron (lateinisch für „Gold“) ist ein Klon der durch die Vermischung von Genmaterial des toten Polizisten Jim Harper mit außerirdischer DNA von Project Cadmus, einer geheimen Forschungseinrichtung der US-Regierung geschaffen wurde. Er debütierte in Legacy of Superman #1 von 1993 (Autor: Karl Kesel, Zeichner: Walt Simonson).
Auron wurde nach dem vermeintlichen Tod von Superman im Auftrag von Paul Westfield dem damaligen Leiter von Cadmus geschaffen. Dieser hoffte, Auron als Machtinstrument benutzen zu können, um sich in dem Machtvakuum, das nach dem vermeintlichen Ableben des Superhelden in Metropolis entstanden war, durchsetzen zu können. Auron verfügte über übermenschliche Körperkräfte, einen nahezu unverwundbaren Körper der aus derselben unzerstörbaren Legierung bestand wie der Schild des Guardians (der ebenfalls aus Harpers DNA geschaffen worden war) und die Fähigkeit, ohne Sauerstoff atmen zu können. Ein Raketenrucksack verlieh ihm zudem die Fähigkeit, zu fliegen. Auron wandte sich schließlich gegen Westfield und verließ Metropolis und die Erde, um im Weltall zu leben. Dort traf er später auf den wiederauferstandenen Superman, dem er im Kampf mit dem Außerirdischen namens Massacre beistand, der ihn (Auron) tötete (Adventures of Superman #509).

#### Bron
Bron ist ein Mitglied der Hairies, einer Gruppe von Hippies, die in der Wild Area um das Project Cadmus leben. Er ist wie alle Hairies eine Mischung aus menschlicher und außerirdischer DNA und wurde in den Laboren des Projektes durch Klon-Experimente des Wissenschaftlers Dabney Donovan erschaffen. Bron war früher mit Misa (einer Gegenspielerin/Verbündeten Supermans) verheiratet, mit der er sich inzwischen entzweit hat. Beide beschlossen, ihrer eigenen Wege zu gehen: während Bron bei den Hairies blieb und nach wie vor im Hauptquartier der Gruppe, dem Mountain of Judgement lebt, ging Misa nach Metropolis. Bron hilft Superman gelegentlich, indem er ihm mit Rat, Tat und technischen Hilfsmitteln zur Hand geht, so etwa in Superman #115. In dieser Ausgabe rettet er Superman vor einer technischen Spielerei Misas.

#### Dabney Donovan
Siehe Artikel Newsboy Legion.

#### DNAliens
Als DNAliens werden im Superman-Universum alle von den Wissenschaftlern des Project Cadmus bzw. von dem verrückten Wissenschaftler Dabney Donovan nach seinem Ausscheiden bei Cadmus geschaffenen „Monsterwesen“ bezeichnet, bei denen es sich um Klone handelt, die auf einer Mischung aus außerirdischer und menschlicher DNA basieren. Die meisten DNAliens sind gutartig, einige wenige zählen zu Supermans Feinden, dies jedoch nur selten aus eigener „Schlechtigkeit“, sondern zumeist aufgrund von Manipulation oder einer nur geringen Intelligenz, die ihnen ein nur mehr triebhaft-tierisches Verhalten ohne tiefere Reflexion des eigenen Handelns ermöglicht. Zu den DNAliens zählen unter anderem Dubbilex, die Unterweltler, Simyan und Mokkari, sowie Auron.

#### Dr. Helen Angelico (Doc Angel)
Dr. Helen Angelico ist eine Ärztin beim Project Cadmus, die sich auf meta-humane Medizin spezialisiert hat. Aufgrund ihrer Heilkünste wird sie auch als „Doc Angel“ bezeichnet. Sie begann für Cadmus auf Bitten ihres früheren Liebhabers Mickey Cannon zu arbeiten.

#### Dubbilex
Siehe Artikel Superboy.

#### Jude
Jude ist der Anführer der Hairies und Kommandeur des Mountain of Judgement, einer fahrenden Stadt, die sich in der Wild Area, einem unwegsamen Gebiet im Umkreis von Metropolis, befindet. Er debütierte in Superman's Pal Jimmy Olsen #134 vom Dezember 1970. Jude ist wie alle Hairies eine Schöpfung des Projects Cadmus, einer geheimen Forschungseinrichtung der amerikanischen Regierung zur Erforschung außerirdischer DNA, wo er von dem Wissenschaftler Dabney Donovan durch die Verbindung menschlicher und außerirdischer DNA im Labor erzeugt wurde. Judes Tochter ist Misa, eine ehemalige Widersacherin und nun widerwillige Verbündete von Superman und ehemalige Lebensgefährtin von Supermans bestem Freund Jimmy Olsen.

#### Mickey Cannon
Mickey Cannon, genannt „The Mechanic“ (dt. Der Mechaniker), ist der Leiter des Projektes Cadmus, einem kilometertief unter Metropolis gelegenen Forschungseinrichtung der amerikanischen Regierung zur Untersuchung von außerirdischem Genmaterial. Cannon debütierte in Superboy #56 vom Oktober 1998 (Autor: Karl Kesel, Zeichner: Tom Grummet). Vor seiner Arbeit bei Cadmus betrieb er eine Werkstatt im Suicide Slum, dem Armenviertel von Metropolis (wegen dieser Arbeit sein Spitzname „der Mechaniker“). Cannon ist vor allem dafür bekannt, dass er ein „fixer“ ist, d. h. jemand, der alles wieder zum Laufen bringen kann, sei es mechanisch, organisatorisch oder persönlich: sein magisches Händchen steht in dem Ruf, alles was reparaturbedürftig ist, reparieren zu können. Aufgrund dieses Renommees beauftragte die US-Regierung Cannon mit der Aufgabe, die Leitung von Cadmus, das aufgrund seiner Verwicklung in verschiedene Skandale und „Zwischenfälle“ in der Öffentlichkeit in schlechtem Ruf stand, wiederherzustellen.
Cannons Amtsantritt als Leiter des Projektes führte dazu, dass die früheren Direktoren des Projektes – Gabrielli, Rodrigues, MacGuire, Johnson, Thompkins – ihre Mitarbeit bei Cadmus aufkündigten und sich andere Betätigungsfelder suchten. Gemeinsam mit den Direktoren verließen außerdem ihre Klone, die Newsboys, Cadmus. Als Ersatz gelang es Cannon jedoch, Superboy und Dubbilex wieder für das Projekt und für seine Reorganisation zu gewinnen und außerdem mit der Wissenschaftlerin Serling Roquette und dem Offizier Colonel Adam Winterbourne neue Mitarbeiter anzuwerben.

#### Paul Westfield
Paul Westfield war einige Jahre lang der Direktor des Cadmus Projekts und in dieser Eigenschaft eine ständig auftretende Nebenfigur in den verschiedenen Superman-Serien. Er debütierte in Superman #58 vom August 1991. Westfield war ein intrigengeübter, ethisch gleichgültiger und verantwortungsloser und machtgieriger Bürokrat, unter dessen Ägide Cadmus zu einer fragwürdigen Einrichtung wurde: er war in allerlei dubiose Händel verwickelt und bediente sich zweifelhafter Methoden zur Erreichung seiner Ziele: so ließ Westfield nach Supermans vermeintlichen Tod dessen Leichnam aus seinem Grab stehlen und in Cadmus untersuchen. Der auf Westfields Betreiben unternommene Versuch, Superman zu klonen, gipfelte in der Erzeugung von Superboy. Einige Jahre lang ging man davon aus, dass Superboy das Produkt der Verbindung von Westfields Genmaterial mit Supermans „Aura“ sei. wie sich später jedoch herausstellte, stammten die Stammzellen, auf deren Grundlage Superboy generiert worden war, von Lex Luthor. Zu seinen anderen Schöpfungen zählten unter anderem die Bloodhounds, eine Art spezielle Task Force von Cadmus, die in der lange sein sollte, Superman im Falle eines Falles Einhalt zu gebieten und gefangen zu nehmen. Westfield wurde schließlich in Superman #94 von Dabney Donovan in seinem Privatquartier in Cadmus überrascht und ermordet.

#### Serling Roquette
Serling Roquette ist eine brillante jugendliche Wissenschaftlerin, die beim Projekt Cadmus, einer Genforschungseinrichtung in den Superman-Comics, angestellt ist. Dort ist die approbierte Genetikerin mit der Untersuchung von außerirdischer DNA betraut. Roquette debütierte in der Comicreihe Superboy (#56 vom Oktober 1998, Autor: Karl Kesel, Zeichner: Tom Grummet), indem sie von Mickey Cannon, dem Direktor des Projektes, als Mitarbeiterin nach Cadmus geholt wird. Roquette, ein wissenschaftliches Wunderkind, war bereits mit 16 Jahren so weit, dass sie sich für den elitären Job als Mitarbeiterin beim Projekt Cadmus qualifizierte. Wegen ihrer Vorliebe für die Mode, Musik und Lebensart der 1940er- und 1950er-Jahre wird sie auch Retro Roquette genannt. Bei Cadmus hat Serling eine besondere Vorliebe für den Sicherheitschef des Projektes, Jim Harper, entwickelt, der ihre Annäherungsversuche jedoch entschieden zurückgewiesen hat.

#### Unterweltler
Die Unterweltler waren eine Gruppe von überwiegend gutartigen „Monstern“, die in den Abwasserkanälen von Supermans Heimatstadt Metropolis lebten. Sie wurden von dem verrückten Wissenschaftler Dabney Donovan in den Anlagen des Projektes Cadmus geschaffen. Donovan – ein genialer Genetiker – schuf die Unterweltler, indem er außerirdische DNA-Proben, über die das Project verfügte, mit menschlichem oder tierischem Genmaterial verband und aus dem sich daraus ergebenden Konglomerat neue Wesen schuf. Donovans brillantes Können als Wissenschaftler ermöglichte es ihm dabei, „nach Lust und Laune“ Lebewesen zu designen, die optisch und ihren Fähigkeiten nach seinen momentanen Wünschen entsprachen. So bestanden die Unterweltler aus einer unüberschaubaren Schar aus Wesen mit den abenteuerlichsten Erscheinungsbildern und Fähigkeiten (z. B. Telepathen mit ameisenbärähnlichen Nasen, Riesenfrösche und vieles mehr).
Die Unterweltler flohen schließlich aus den Anlagen des Projektes Cadmus und ließen sich in den Abwasserkanälen und U-Bahnschächten unterhalb von Metropolis nieder, wo sie eine Siedlung, eine Art Aussätzigenkolonie, bildeten. Zu den Unterweltlern gesellten sich später drei von dem künstlichen Planeten „Warworld“ (einer mondgroßen Kampfstation, die wie ein Planet aussieht) stammende Außerirdische, die bei einer gescheiterten Invasion der Erde durch Supermans Erzfeind Brainiac in Metropolis gestrandet waren. Der „prominenteste“ dieser drei Aliens war ein Wesen namens Clawster, ein riesenhafter Außerirdischer mit mächtigen Klauen und Reißzähnen. Diese drei Aliens versuchten die Unterweltler zu „schlechten Machenschaften“ zu verleiten, scheiterten mit diesem Ansinnen aber letzten Endes an der guten Natur und dem reinen Charakter der meisten Unterweltler. Die meisten Unterweltler kamen schließlich während der The Fall of Metropolis-Storyline ums Leben, in deren Zuge Donovan eine künstliche Seuche entfesselte, die für alle Wesen deren DNA auf Klonbasis beruhte tödlich war, indem sie deren Körper rapide zerfallen ließ. Als schließlich ein Heilmittel gegen die Seuche gefunden werden konnte, waren die meisten Unterweltler bereits an ihr verendet.

### Andere Helden von Metropolis

#### Agent Liberty
Agent Liberty ist das Alias des ehemaligen Geheimagenten Benjamin Lockwood. Er debütierte in Superman #60 (Autor und Zeichner: Dan Jurgens). Lockwood war ursprünglich ein CIA-Agent, der sich aus Ekel vor den Methoden seines Arbeitgebers und den zweifelhaften Aufträgen, die man ihm gab, von diesem lossagte und fortan „freischaffend“ tätig war. Als er sich auch von der amerikanischen Regierung zunehmend entfremdet fühlte, schloss Lockwood sich zeitweise der Terrororganisation Sons of Liberty an, die einen Umsturz der amerikanischen Regierung anstrebte. Die „Sons“ statteten ihn mit einem Kostüm, einem Jet-Pack (einem Raketenrucksack, der es ihm ermöglichte, zu fliegen) und diversen Waffen aus, die er zur Ausführung seiner Missionen benutzte. Als sie ihm schließlich einen Mordauftrag erteilten, ging er auf Distanz und arbeitete mit Superman zusammen, um den Sons das Handwerk zu legen. Danach war er noch einige Jahre als autonomer Verbrechensbekämpfer tätig. Nachdem Lockwood erfuhr, dass der heimliche Chef der Sons of Liberty kein anderer gewesen war, als sein ehemaliger CIA-Vorgesetzter, fühlte er sich betrogen und gab erzürnt auch seine Identität als Agent Liberty preis, um fortan als Privatperson zu leben.

#### Gangbuster
Gangbuster (dt. „Bandenzerschmetterer“) ist ein Verbrechensbekämpfer der früher in Metropolis tätig war. Die Figur debütierte in Adventures of Superman #428 (in seiner Identität als José Delgado) vom Mai 1987 bzw. in #434 (als Gangbuster) vom November 1987(Autor: Marv Wolfman, Zeichner: Jerry Ordway). Gangbuster ist kein Superheld im eigentlichen Sinne, sondern ein normalsterblicher Mensch, der über keine tatsächlichen Superkräfte, sondern lediglich über Kampfsporttraining und großes athletisches Können verfügt. Er trat von 1987 bis 1993 als häufige Nebenfigur in den Superman-Comics auf.
Delgado ist ein ehemaliger Profiboxer und High-School-Lehrer, der aus Suicide Slum, dem Elendsviertel von Metropolis, stammt. Dort nahm er junge Leute – unter anderem Jerry White, den Sohn von Supermans Chef Perry White – unter seine Fittiche und versuchte diesen zu zeigen, „wie man sich im Leben durchschlägt“. Als der Geschäftsmann Lex Luthor, Supermans Erzfeind, versuchte, die Jugendbanden der Stadt unter seiner Führung zu vereinen und sie von ihren Aktivitäten im Bereich von belanglosem Straßenrowdytum in den Bereich des organisierten Verbrechens zu überführen, nahm Delgado die Identität des „Gangbuster“ an, um die Kinder seiner Gemeinde zu beschützen.
Nachdem er bei einer Auseinandersetzung mit dem Kampfroboter Metallo durch einen Schuss in die Wirbelsäule schwer verletzt worden war und lange Zeit im Krankenhaus verbracht hatte, musste Delgado bei seiner Rückkehr feststellen, dass eine andere Person seine Identität als Gangbuster usurpiert hatte: Wie sich herausstellte, war diese „andere Person“ niemand anderes als Superman, der unter dem Einfluss des telepathisch begabten Schurken Brainiac zwischenzeitlich eine gespaltene Persönlichkeit entwickelt hatte. Dementsprechend war Superman ohne sein eigenes Wissen nachts heimlich als Gangbuster unterwegs. Nach seiner Heilung geriet Delgado zwischenzeitlich unter den Einfluss von Luthor, der ihn mittels eines Stahlimplantats, das während seiner Behandlung im Krankenhaus in seine beschädigte Wirbelsäule eingepflanzt worden war, kontrollieren konnte (das Gerät stammte aus der Fertigung von Luthors High-Tech-Firma LexCorp). Luthor missbrauchte Gangbuster, um den Wissenschaftler Emil Hamilton, einen persönlichen Feind, zu überfallen: Dieser konnte ihn besiegen und das Implantat neutralisieren. Danach begann Delgado ein unstetes Leben mit zahlreichen Beziehungen (u. a. zu Lois Lane) und ständig wechselnden Berufen, die er nie lange behalten konnte. Auf Bitten von Cat Grant, mit der er eine Zeit lang in einer eheähnlichen Gemeinschaft lebte und die Angst um sein Leben hatte, gab Delgado seine Doppelexistenz als Gangbuster schließlich weitgehend auf und wurde zum Erzieher für ihren Sohn Adam. Nach Supermans scheinbarem Tod (Death of Superman-Storyline) und einem Konflikt mit der Polizei, die Gangbusters Geheimidentität als Gangbuster aufdecken konnte, verließ er schließlich Metropolis, um anderswo sein Glück zu suchen. In der Folge half er der Marvel Family in Fawcett City und dem Superhelden Black Lightning aus Brick City bei ihren Abenteuern (The Power of Shazam #34 und Black Lightning #7–8).

#### Guardian
Der Guardian (dt. „Beschützer“), alias James Jacob „Jim“ Harper ist der Klon eines verstorbenen Polizisten, der Superman hilft, in Metropolis für „Recht und Ordnung“ zu sorgen. Die Figur debütierte in Star-Sprangled Comics #7 vom April 1942 (Autor: Joe Simon, Zeichner: Jack Kirby).
Guardian ist im Grunde ein normaler Mensch, der über einen perfekt durchtrainierten Körper (93 kg bei 1,85 m Körpergröße) besitzt: Er verfügt über hervorragende Kraft, Ausdauer und Geschwindigkeit sowie athletisches und akrobatisches Können und ist ein exzellenter Nahkämpfer. Zudem ist er mit einem goldenen Helm und einem goldenen Schild in der Form einer Polizeimarke ausgestattet, die aus einem unzerstörbaren Material bestehen und ihm Schutz vor Angriffen bieten. Sein Name ist im Englischen ein Wortspiel aus den zwei Konnotationen des englischen Wortes „Guardian“ die im Deutschen mit „Beschützer/Wächter“ (seine Rolle als Superheld allgemein) und „(rechtlicher) Vormund“ (seine Rolle als Erzieher der Newsboys) übersetzt werden können.
Der ursprüngliche Jim Harper war ein Polizist in Metropolis, der im Suicide Slum, dem übelsten Viertel der Stadt, patrouillierte. Er selbst war in diesem Stadtviertel aufgewachsen und hatte sich als Jugendlicher zeitweise als Krimineller durchgeschlagen: Mit der Hilfe von Joe Morgan, einem ehemaligen Profi-Boxer, der auch schon die Helden Wildcat und Atom trainiert hatte, gelang es Harper schließlich, die schiefe Bahn wieder zu verlassen. Der alte Sportler hatte ihn unter seine Fittiche genommen und zu einem hervorragenden Athleten trainiert. Harper war so in der Lage gewesen, die Polizeiakademie zu besuchen. Um die ihm zuteilgewordenen Leistungen „zurückzugeben“ – und angespornt durch die Ermordung eines Freundes –, schwor er sich, die Menschen im Suicide Slum vor den diesen beherrschenden Kriminellen zu beschützen.
Um auch jene Delinquenten stellen zu können, die für ihn als Polizisten aufgrund von Gesetzeslücken nicht angreifbar waren, nahm er nachts die Identität des Vigilanten Guardian an, um auf illegale Weise Beweise sammeln zu können. Bei dieser Arbeit unterstützte ihn die Newsboy Legion, eine Gruppe von Straßenjungen, die im Suicide Slum lebten, wo sie Zeitungen verkauften und allerlei Abenteuer erlebten. Nachdem der Wachtmeister Harper die Jungen bei einer kriminellen Aktion erwischt hatte, erbat er sich vom Gericht die Genehmigung, der Vormund der Newsboys werden zu dürfen, um sie auf den „Pfad der Tugend“ zurückzuführen. Gemeinsam mit den Newsboys – die von der Identität Harpers mit dem Guardian nichts wussten, diese aber gelegentlich zu beweisen versuchten – machte er zahlreiche Verbrecher dingfest und bekämpfte während des Zweiten Weltkriegs Nazi-Spione an der „Heimatfront“. Als großer Freund der Newsboys musste er die Jungen immer wieder aus brenzligen Situationen befreien, in die diese sich selbst hineinmanövriert hatten.
Harper wurde schließlich bei einem seiner Rundgänge im Slum von einem Straftäter hinterrücks erschossen. Er hinterließ eine Schwester – die Großmutter des Superhelden Roy Harper alias Arsenal und von Officer Harper vom Gotham City Police Department und Großmutter von Roberta Harper, die später Mitglied einer neuen Generation von Newsboys wurde – sowie die Newsboys, die sich fortan alleine „durchschlugen“.
In Superman’s Pal Jimmy Olsen #133 vom Oktober 1970 wurde eine neue Version des Guardian eingeführt: Dieser war ein Klon des ermordeten Harper, der von den erwachsen gewordenen Newsboys, die inzwischen als angesehene Genforscher beim ominösen Project Cadmus tätig waren, geschaffen worden war. Cadmus, ein von der Regierung ins Leben gerufenes Unternehmen zur Erforschung menschlicher und außerirdischer DNA, hatte Harper wieder zum Leben erweckt, da die Newsboys meinten, ihrem alten Beschützer eine zweite Chance geben zu müssen: Dieser sollte Gelegenheit haben, seine Vergangenheit aufzuarbeiten und seine Mörder zu stellen. Überdies wurde Harper, der sich nun mehr Golden Guardian nannte, zum Sicherheitschef von Cadmus ernannt.
Der Golden Guardian hatte zudem auf wundersame Weise alle Gedächtnisinhalte des toten Harpers „eingeimpft“ bekommen und konnte so, mit dessen Erinnerungen im Kopf, dessen Leben sozusagen genau dort weiterleben, wo dieser es wegen seiner Ermordung hatte aufgeben müssen. Bis Mitte der 70er-Jahre blieb Harper/Golden Guardian eine häufig auftretende Nebenfigur der Superman-Geschichten.
Nach dem Neustart der Superman-Geschichte 1986 wurde die Hintergrundgeschichte der Figur beibehalten: Harper war ein Polizist und Vigilant während des Zweiten Weltkriegs und Mentor der Newsboys, der schließlich ermordet und von seinen Schützlingen als Klon wieder ins Leben geholt wurde. Einzig auf das Attribut „Golden“ für den wiederbelebten Guardian verzichtete man (er hieß nun einfach kurz wie das Original „Guardian“, ohne jeden Zusatz). Dieser „moderne Guardian“ war von 1987 bis in die späten 1990er eine ständige Nebenfigur der Superman-Comics, insbesondere in Geschichten von Roger Stern, Jerry Ordway und Karl Kesel. Hier war Guardian erneut der Sicherheitschef von Cadmus, sowie der Beschützer der Bewohner des Suicide Slums, über die er bei Nacht wachte. So half der Guardian Superman unter anderem eine kurzzeitig entwickelte Persönlichkeitsspaltung zu überwinden, rettete ihn während der Blackout-Storyline von einer einsamen Insel, auf der der Held mit Gedächtnisschwund gestrandet war, und stand Superman im Kampf gegen das Monster Doomsday bei, das den „Mann aus Stahl“ schließlich tötete. Bis zur Wiederauferstehung des Helden wachte der Guardian zudem als neuer „Beschützer von Metropolis“ über die Stadt.
Ab 1998 wurde er vor allem als Nebenfigur in der Serie Superboy verwendet, in der er als Mentor des jugendlichen Superhelden figurierte. Seit der Einstellung der Superboy-Reihe tritt Harper gelegentlich – wenngleich nicht so häufig wie früher – als Supporting Character in Superman-Geschichten auf. Zuletzt wurde schließlich auch der geklonte Harper getötet, jedoch sogleich durch einen zweiten neugeschaffenen Klon ersetzt, der seine Stelle einnahm (und Erinnerungen teilte). Dieser verließ Cadmus schließlich nach einem Streit mit dessen neuer Führung und ging seiner eigenen Wege.
In den 70ern gab es mit Mal Duncan, einem Mitglied der Teen Titans, das in Teen Titans #44 vom November 1976 das Kostüm des Totgeglaubten adaptierte und sich selbst zum „neuen Guardian“ erklärte, zudem einen zweiten Superhelden des Namens (beide trafen sich in Superman Family‚ 1991–1993 vom September 1978–Februar 1979, einer Geschichte, in der Duncan Harper aus den Fängen der Evil Factory, einer kriminellen Bande und Counterpart von Cadmus befreit). Grant Morrison schuf in der Serie Seven Soldiers 2005 einen neuen Guardian, den Manhattan Guardian (Jake Jordan), der auf der Ur-Version des Charakters basiert.

#### Rose und Thorn
Thorn ist eine in Metropolis aktive Verbrechensbekämpferin die an multipler Persönlichkeitsstörung leidet. Hinter ihr verbirgt sich Rhosyn „Rose“ Forrest, die Tochter von Phil Forrest, einem Angehörigen der Polizei von Metropolis, der von einer Bande namens Die Hundert ermordet wurde. Die Jagd Thorns auf die Hundert, um ihren toten Vater zu rächen, bildet zumeist das zentrale Thema ihrer Abenteuer. Die Figur debütierte in Superman's Girl Friend Lois Lane #105 vom November 1970 (Autor: Robert Kanigher, Zeichner: Ross Andru). Der Name Rose und Thorn ist ein sprechender Name, der auf das Paradoxon anspielt, dass zwei gegensätzliche Dinge (Englisch rose = „Rose“, und thorn = „Dorn“) auf enge Weise miteinander verbunden sind – so wie die beiden Persönlichkeiten Forrests als die zarte und sanfe, beinahe zerbrechlich wirkende Rose auf der einen Seite und als die ultra-brutale, keine Skrupel kennende Vigilantin Thorn, die das krasse Gegenteil von Rose ist, auf der anderen Seite.
Man kann nur bedingt von Rose als der Geheimidentität von Thorn reden, korrekter ist es von zwei eigenständigen, getrennten Persönlichkeiten zu sprechen, die sich denselben „Wirtskörper“ teilen und diesen nutzen, um ihre jeweiligen Existenzen unabhängig voneinander zu verleben: Wann immer die eine Persönlichkeit aktiv ist, ist die andere zeitweise ausgelöscht, d. h. Rose und Thorn halten nicht etwa Zwiesprache in Rhosyn Forrests Kopf und koexistieren gleichzeitig parallel nebeneinander, sondern beide kontrollieren Forrests Körper abwechselnd voneinander, dafür jedoch vollständig und ausschließlich.
Die Geschichten um Thorn folgten stets einem festen Schema: Wann immer Rose sich zu Bett legt, um zu schlafen, erwacht ihre zweite Persönlichkeit, Thorn, um die Straßen von Metropolis als Vigilantin heimzusuchen und den „Hundert“ nachzustellen. Wenn Thorn von ihren nächtlichen Streifzügen zurückkehrt und sich in Roses Bett legt, schläft sie ihrerseits ein und einige Stunden später erwacht Rose – ohne irgendeine Erinnerung an die Geschehnisse der vergangenen Nacht – und führt ihr Leben an der Stelle fort, an der sie es vor ihrer vorübergehenden Verwandlung in Thorn abgebrochen hatte, als sei nichts geschehen.
Thorn ist ein normaler Mensch, verfügt also über keine Superkräfte im eigentlichen Sinne. Sie besitzt jedoch ein enormes athletisches Können und beherrscht verschiedene Kampfsportarten bis zur Perfektion. Zudem ist sie mit verschiedenen Waffen ausgestattet: zwei langklingigen Dolchen, einer dornenüberzogenen Peitsche und verschiedene Spielereien wie Rauchbomben, Sprengstoff oder Blendgranaten.
In den 1970ern trat Thorn häufig in der Reihe Superman's Girlfriend Lois Lane auf, in den 1980ern und 1990ern wurde die Figur häufig als Nebenfigur in verschiedenen Superman-Reihen verwendet, so von den Autoren Karl Kesel, Roger Stern und J. M. DeMatteis. Dabei erlebte Thorn ihre Abenteuer am Rande von Supermans „niemals endendem Kampf“, bis die nebeneinander verlaufenden Erzählstränge sich schließlich miteinander trafen und beide gemeinsam gegen irgendwelche Schurken antraten.
Nachdem Rose alle Mitglieder der 100 zur Strecke gebracht hatte, verflüchtigte sich ihre Thorn-Persönlichkeit schließlich, erwachte jedoch zu neuem Leben, als die 100 aus dem Gefängnis entkamen und als Die 1000 eine neue Gruppe formierten. Um diese Gruppe zu zerschlagen, hat sie unter anderem schon mit Superman und Booster Gold zusammengearbeitet. In der Superman-Serie war Thorn zuletzt als unfreiwillige Helferin von Lord Satanus zu sehen.
2004 erhielt der Thorn-Charakter schließlich eine eigene Mini-Serie (Rose & Thorn von Gail Simone) in dem Roses Origin-Story leicht abgewandelt wurde: Nach dieser neuen Version wurden Roses beide Elternteile von den Hundert ermordet und Rose selbst wurde, nachdem sie Mr Quince verstümmelt hatte (jener Angehörige der 100, der die Bluttat ausgeführt hatte), im Alter von zwölf Jahren in eine psychiatrische Anstalt eingewiesen. Dort fiel sie wegen aggressiver und gewalttätiger Gefühlsausbrüche auf. Um sie zu beruhigen, unterzog der Psychiater Dr. Chritlow sie fragwürdiger Experimente: Diese Experimente zwangen sie, ihre brutaleren Emotionen zu unterdrücken. Diese Emotionen wurden schließlich der sublimierten Thorn-Persönlichkeit übertragen, die immer dann in Erscheinung trat, wenn die zurückhaltende Rose sich bedroht fühlte oder wütend wurde. Die Thornpersönlichkeit kam schließlich zum Durchbruch als Roses Zimmergenossin Kimmy von einem anderen Patienten getötet wurde: Diesen attackierte und verletzte sie schwer. Von da an wurde die Thorn-Persönlichkeit immer stärker und übernahm zusehend die Kontrolle: Unter dem Namen Thorn wurde Forrest zu einer ultra-brutalen Vigilantin.
Roses Mentor war der Detektiv Curtis Leland ein Polizist in Metropolis, Freund ihrer Eltern und ihr Patenonkel. Dieser hatte zuvor Bestechungsgelder von den 100 angenommen und ihrem Treiben zugesehen und war so mitschuldig geworden am Tod der Cantons. Aus Schuldbewusstsein, dass er die Ermordung der Cantons nicht hatte verhindern können unterstützte er Rose bei ihrem Feldzug: Er ermordete zwei Mitglieder der 100 und wurde schließlich von Quince getötet, als er versuchte, Rose vor diesem zu beschützen. In jüngerer Zeit ist ferner gezeigt worden, dass Rhosyns Verstand neben Rose und Thorn noch zwei weitere Persönlichkeiten beheimatet: Mom (eine Projektion ihrer Mutter) und Wild Rose, eine irische Vigilantin die sogar noch wilder als Thorn ist.

#### Scorn
Scorn (dt. „Der Verschmähte“) ist ein Außerirdischer, der aus der Flaschenstadt Kandort stammt. Scorn, alias Ceritak ist ein blauhäutiger Riese mit kräftigem Körperbau und starker Behornung auf dem Kopf und debütierte in Superman #122 (Autor: Dan Jurgens) vom April 1997. Er ist der Sohn von Cerimul, dem früheren Vorsitzenden des Ältestenrates, der die Flaschenstadt Kandor regiert. Kandor ist eine außerirdische Stadt, die von dem bösen Magier Tolos geschrumpft und in einer großen Flasche verstaut wurde. Superman konnte dieses makabere Sammelstück Tolos schließlich entreißen und es in seine Festung der Einsamkeit bringen, wo er sich bemüht einen Weg zu finden, um Kandor wieder auf seine normale Größe zu vergrößern und die Einwohner zu befreien. Zu den wenigen, denen es bislang gelungen ist, Kandor zu entkommen zählt Ceritak. Er war ein rebellischer junger Mann der unter der Gefangenschaft in Kandor und unter den beengten Verhältnissen in der Stadt in hohem Maße litt und schließlich eine vorübergehende Störung des Kraftfeldes nutzte (das die Stadt umgibt und ihre Schrumpfung aufrechterhält), um aus ihr zu fliehen.
Nach geglückter Flucht kam Ceritak nach Metropolis, wo man ihn zunächst für eine Bedrohung hielt und Scorn taufte. Bald darauf erwies er sich jedoch als Held. Er trug vorübergehend das klassische Supermankostüm.

#### Sindbad
Sindbad, alias Davood Nassur, ist ein kleiner Araber-Junge, der aus dem (fiktiven) diktatorischen Staat Quarci im Nahen Osten stammt und mit seiner Familie in Metropolis lebt. Er debütierte in Superman #48 vom Oktober 1990 und war bis 1993 eine immer Mal wieder auftretende Nebenfigur in den Superman-Serien.
Nach der Zündung der sogenannten „Gen-Bombe“ – einer außerirdischen Waffe, die das Erbgut von Menschen verändert – erhielt Nassur plötzlich übermenschliche Fähigkeiten, namentlich ist er in der Lage kraft seiner Gedanken, Telekinese zu praktizieren. Zur Unterstützung seiner Kräfte trug Sindbad zeitweise einen experimentellen Gürtel, der diese auf ungeklärte Weise verstärkte. Nachdem dieser Gürtel zerstört wurde, sind seine Fähigkeiten deutlich zurückgegangen, scheinen aber mit zunehmendem Alter anzuwachsen.
Nassur lebt offenbar bis heute mit seiner Familie in bescheidenen Verhältnissen in Metropolis. Zu dieser zählen: die Mutter Muena Nassur, der Onkel Jahir Nassur, der Bruder Hassan Nassur und die Schwestern Hoda Nassur und Soraya Nassur – letztere war eine Mitarbeiterin bei LexCorp.
Den Namen Sindbad wählte Nassur in Anlehnung an den Helden Sindbad der arabischen Sage. Nachdem Sindbad Superman einmal half, einen Plan Lex Luthors zu vereiteln, hat Nassur sich wiederholt als Held betätigt, am nennenswertesten nach Supermans vermeintlichem Tod (Guardians of Metropolis #1, 1993).

#### Strange Visitor
Strange Visitor, alias Sharon Vance, ist eine Inkarnation des Wesens namens Kismet. Strange Visitor debütierte in Superman #149 vom Oktober 1999 (Autor: Dan Jurgens, Zeichner: Ron Frenz). Strange Visitor basiert auf der zeitweiligen Inkarnation von Superman als „Zap-Superman“, einem Energiewesen in das sich Superman 1997/1998 zeitweise verwandelt hatte. Strange Visitor – eine Anspielung auf Supermans Spitznamen aus den 1930er-Jahren „Strange Visitor from a Distant Planet“ – war dabei in Kostüm und Kräften eine Kopie des Zap-Supie. Wie dieser besaß sie die Fähigkeit elektromagnetische Felder zu schaffen und deren Dichte zu kontrollieren, Energie abzufeuern, durch Objekte hindurch zu „zappen“ und zu fliegen.
Sharon Vance war eine Kindheitsfreundin von Supermans Alter Ego Clark Kent aus der Kleinstadt Smallville im Mittleren Westen. Vance war eine Wiedergeburt des gottgleichen Wesens namens Kismet, wusste jedoch nichts von ihrem früheren Leben bis sie schließlich von einem Blitz getroffen wurde und so zu Strange Visitor, einer Kreatur aus lebendiger elektromagnetischer Energie wurde. Mit der Hilfe eines von Professor Hamilton geschaffenen Eindämmungsanzuges aus Spezialgewebe gelang es, Vances Energie-Körper einzudämmen und ihm eine lebendige Gestalt zu verleihen. Vance nutzte ihre Kräfte fortan, um Superman bei seinem „ewigen Kampf für das Gute“ zu unterstützen. Als Heldin kämpfte sie unter anderem gegen den Schurken Gorilla Grod und den Terroristen War. Strange Visitor wurde schließlich während der Invasion des Außerirdischen Imperiex auf die Erde getötet, als sie sich aufopferte, um Superman Gelegenheit zu einem wirksamen Gegenschlag gegen die Invasionsflotte zu geben.

### Weitere Nebenfiguren

#### Hillary Chang
Siehe Artikel Superboy.

#### Kelex
Kelex ist ein Roboter der Supermans Festung der Einsamkeit, das Hauptquartier des Helden in der Antarktis, betreut. Kelex ist ein goldfarbener kleiner Roboter in futuristischem Design: er besitzt keine Beine, sondern „schwebt“ in der Luft. Er besitzt zwei dünne Arme mit je drei langen Fingern.
Er debütierte in Man of Steel #1 (Autor und Zeichner: John Byrne). Kelex war ursprünglich ein Roboter-Diener von Supermans Vater Jor El, einem Wissenschaftler der auf dem Planeten Krypton lebte.
Als der Planet Krypton zerstört wurde, wurde auch die Hülle von Kelex zerstört: Das programmierte Bewusstsein des Roboters kam jedoch zusammen mit Jor Els Sohn Kal El in einem kleinen Raumschiff zur Erde. Dort blieb die Essenz des Roboters jedoch zunächst in der Technik von Kal Els Raumschiff verborgen. Als das lebendige außerirdische Artefakt Eradicator, eine denkende Maschine mit eigenem Willen, versuchte, die Erde in ein neues Krypton zu verwandeln schuf es zunächst die Festung der Einsamkeit am Nordpol als Ausgangspunkt einer weiteren Ausdehnung. Dabei wurde unter anderem auch Kelex zum Leben erweckt. Superman konnte den Eradicator schließlich besiegen – die Festung blieb jedoch bestehen. Er beschloss die Anlagen der Festung zukünftig Kelex und anderen Robotern zur Bewachung und Wartung zu überlassen. Später wurde Kelex von Natasha Irons, der Nichte von Supermans Freund Steel, neu programmiert mit der Folge dass der zuvor robotisch-zweckmäßig sprechende Druide fortan in Umgangston bis Slangsprache redete.

#### Ray Garnes
Siehe Artikel Superboy.

#### Rex Leech
Siehe Artikel Superboy.

#### Roxy Leech
Siehe Artikel Superboy.

#### Sam Makoa
Siehe Artikel Superboy.

#### Tana Moon
Siehe Artikel Superboy.

#### Wild Men
Siehe Artikel Superboy.

### Haus- und Supertiere

#### Beppo (Beppo der Superaffe)
Beppo der Superaffe trat vor allem in Science-Fiction-Geschichten der 1950er- und 1960er-Jahre auf. Er debütierte in Superboy #76 vom Oktober 1959 (Autor: Otto Binder, Zeichner: George Prapp). Er verfügt über alle physischen Fähigkeiten Supermans und anderer Kryptonier (Superstärke, Fliegen, Supergeschwindigkeit etc.).
In den Superman-Geschichten der 1950er-Jahre trat er häufig als Spielgefährte von Superman, seinem jugendlichen Ich Superboy oder auch von Supermans Cousine Supergirl auf. Hauptthema war dabei Supermans Versuche, die Taten des superstarken Tieres einzudämmen, so dass diese niemandem schaden würden. Wie Superman, so wurde in den Geschichten erklärt, stammte Beppo vom Planeten Krypton. Supermans Vater Jor-El, ein bedeutender Wissenschaftler, hatte Beppo als Versuchstier verwendet, um zu testen, ob es einem Lebewesen möglich sei, in der Rakete, mit der er seinen Sohn von der zum Untergang verurteilten Welt wegbringen wollte, zu überleben. Als der tatsächliche Abschuss der Rakete stattfand, versteckte sich Beppo als blinder Passagier in ihr und kam so mit dem Baby das Superman werden sollte, zur Erde. Später bildete Beppo gemeinsam mit anderen Supertieren die Legion of Super-Pets. Seit den 1980ern ist die Figur nicht mehr in Superman-Geschichten aufgetaucht diente aber oft für Anspielungen.

#### Comet (Comet das Superpferd)
Comet war das kryptonische Pferd von Supergirl und hatte seinen ersten Auftritt in Action Comics #292 (Oktober 1962). Erfunden wurde es von Jim Mooney.

#### Elroy
Elroy war der Hauskater von Lois Lane. Er war vor allem in den Superman-Abenteuern aus der Zeit vor Lanes Eheschließung mit Clark Kent in den frühen 1990ern häufig am Rande von diversen Geschichten zu sehen.

#### Krypto II (Welpe)
Krypto ist ein Hundewelpe der zeitweise mit Supermans Freund Bibbo bzw. mit Supermans „kleinem Bruder“ Superboy zusammenlebte. Krypto hatte einem Wurf von Welpen angehört, der von deren Besitzerin, einer alten Dame, im Hafenbecken ertränkt werden sollte, da sie kein Geld hatte, um für die Welpen zu sorgen. Supermans Freund Bibbo Bibbowski, ein Hafenarbeiter und Kneipenbesitzer, versuchte die drei Welpen zu retten, konnte aber nur noch einen Hund lebendig bergen (diese Geschichte ereignet sich infolge von Supermans Tod, als Bibbo versuchte Superman zu vertreten; siehe US-Adventures of Superman #501). Den Welpen benannte er nach Supermans Heimatplaneten Krypton Krypto (der letzte Buchstabe n wurde wegen des Sonderangebots „Six Letters or less for 1 Dollar“ für eine Hundemarke gestrichen). Der Hund lebte eine Weile mit Bibbo in dessen Kneipe dem Ace'o'Clubs. Später gab Bibbo – der fand das Leben in Metropolis sei zu gefährlich für einen kleinen Hund – Krypto an Superboy, der ihn mit nach Hawaii – Superboys damaligem Heimatort – nahm, wo der Hund mit Superboy, Dubbilex und der Familie Leech zusammenlebte. Insbesondere mit dem Telepathen Dubbilex und Roxy Leech kam der Hund gut aus – das Verhältnis zu Superboy war hingegen von Hassliebe gekennzeichnet. Später, nachdem Superboy und Co. Hawaii verlassen hatten, lebte der Hund kurzzeitig bei Superboys Schulfreundin Hillary Chang (Superboy #49). Noch später holte Superboy den Hund in seine neue Heimat, das Project Cadmus außerhalb von Metropolis, wo er erneut gemeinsam mit dem „Jungen aus Stahl“ und Dubbilex lebte (Superboy #69).

#### Streaky (Streaky die Superkatze)
Streaky ist die Katze von Supergirl. Sie debütierte in Action Comics #261 vom Februar 1960 (Autor: Otto Binder, Zeichner: Jim Mooney). Streaky („Strähnchen“) war eine Katze, die mit dem sogenannten „X-Kryptonit“, einem von Supergirl durch ein Laborexperiment aus „richtigem“ Kryptonit geschaffenen neuen Element, in Berührung kam. Das X-Kryptonit verlieh Streaky durch seine radioaktive Strahlung die Superkräfte von Kryptoniern, sodass Streaky zur „Superkatze“ wurde.
Streaky war eines von einer ganzen Reihe von Supertieren, die vor allem in den 1960er-Jahren äußerst populär waren, später jedoch zunehmend in Vergessenheit gerieten. Zuletzt trat Straky in Adventure Comics #394 vom Juni 1970 auf. In den Abenteuern mit Streaky in den 1960er-Jahren schloss sich das Tier unter anderem der Legion der Supertiere, einer Gruppe von Tieren mit Superkräften, an, stritt sich regelmäßig mit Krypto dem Superhund (Supermans Haustier) und war regelmäßiger Begleiter von Supergirl. Nach dem Neustart der Superman-Reihen 1986 traten verschiedene Katzen ohne Superkräfte auf, die den Namen Streaky führten und auf die alte Figur anspielten. 2005 wurde Streaky eine Nebenfigur in der Zeichentrickserie Krypto the Superdog auf Cartoon Network. Hier ist Streaky das Haustier von Kryptos Nachbarin Andrea und erhält ihre Kräfte durch einen Laborunfall.